# Magyarország madárfajainak listája
Az itt következő listában a világon élő, mintegy 10 000 madárfaj közül azok a fajok szerepelhetnek, amelyeknek legalább egy, minden valószínűség szerint természetes állományból származó egyede 1950. január 1. óta legalább egyszer, hitelesíthetően előfordult Magyarország mai határain belül.
Összesen 424 madárfaj fordul(t) elő hazánkban. Közülük 359 kiemelt természetvédelmi oltalom alatt áll (védett vagy fokozottan védett), 44 madárfaj az Európai Közösségben természetvédelmi szempontból jelentős faj, 11 madárfaj vadászható apróvadunk, a parlagi galamb pedig nem védett, nem is vadászható.

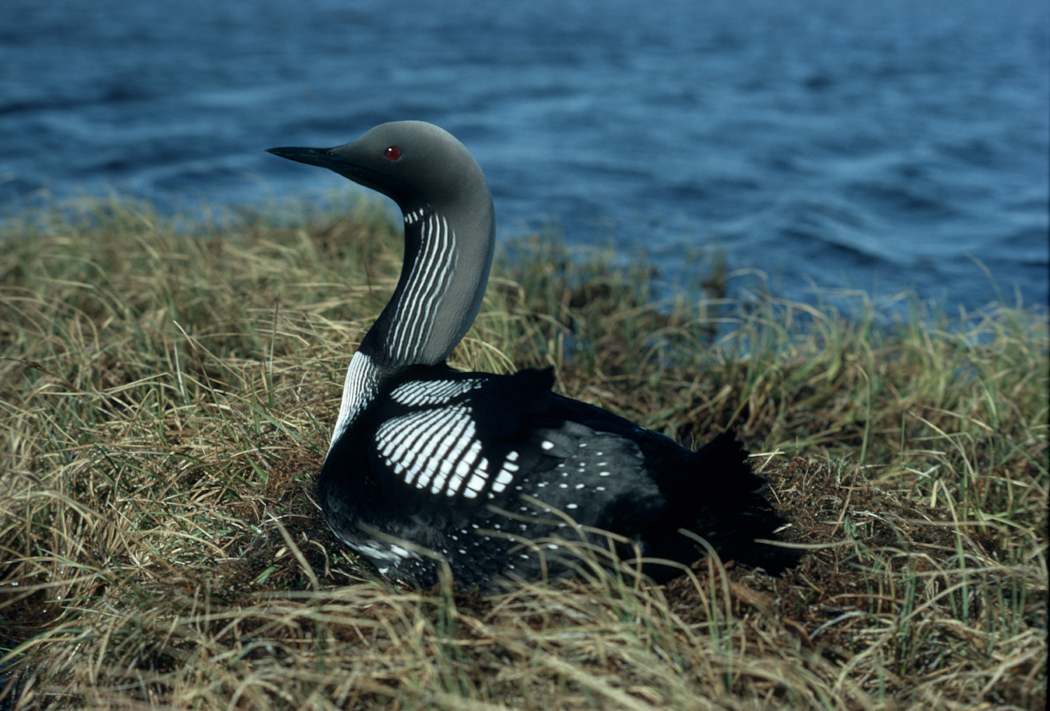
Sarki búvár
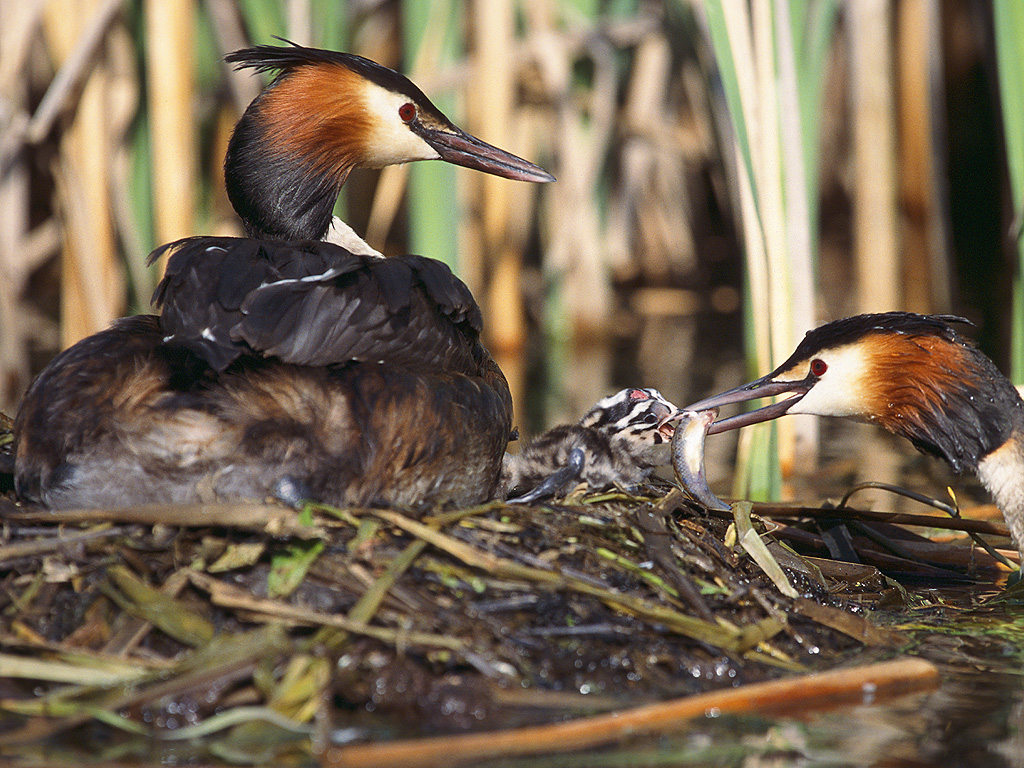
Búbos vöcsök
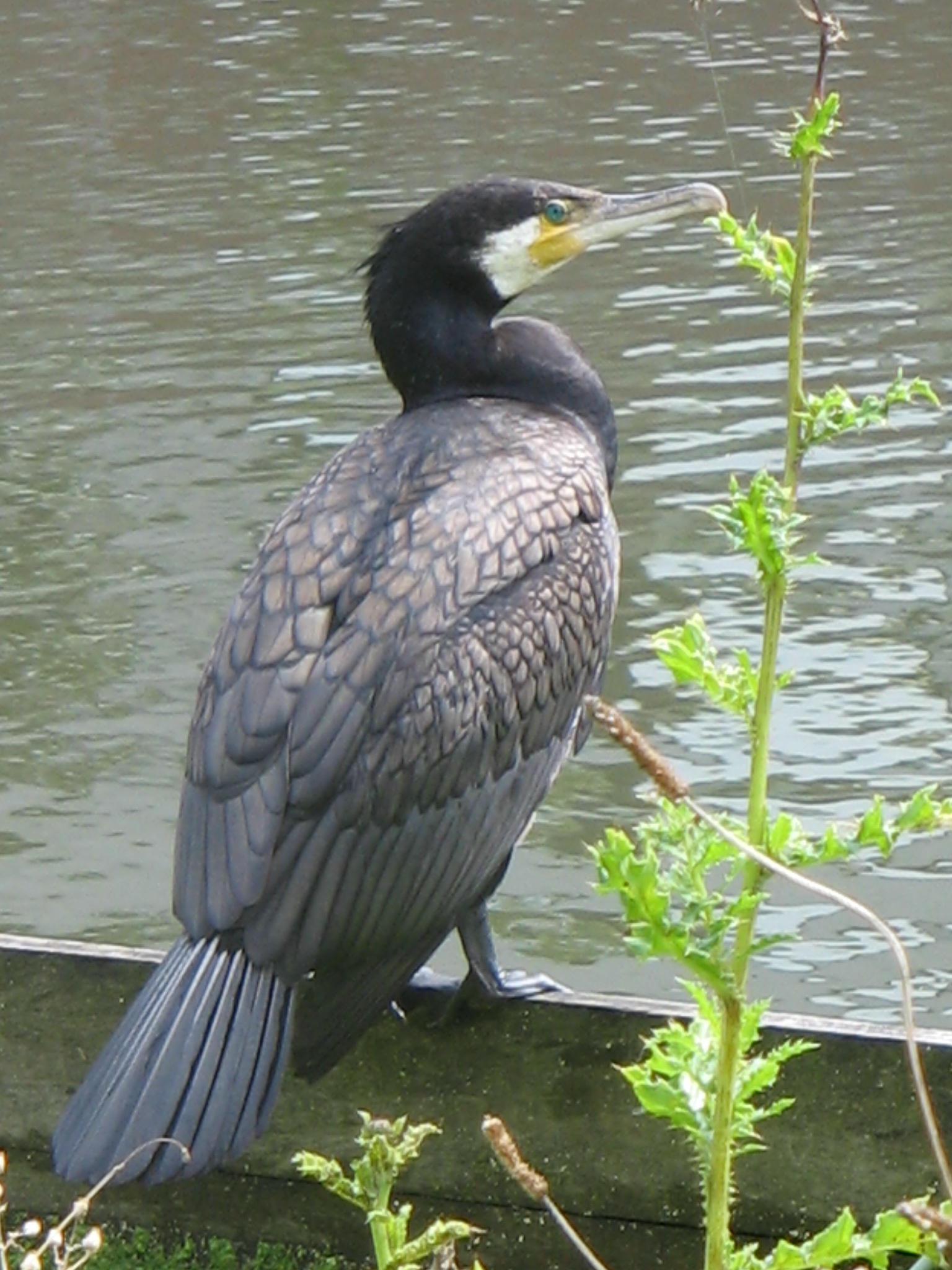
Nagy kárókatona
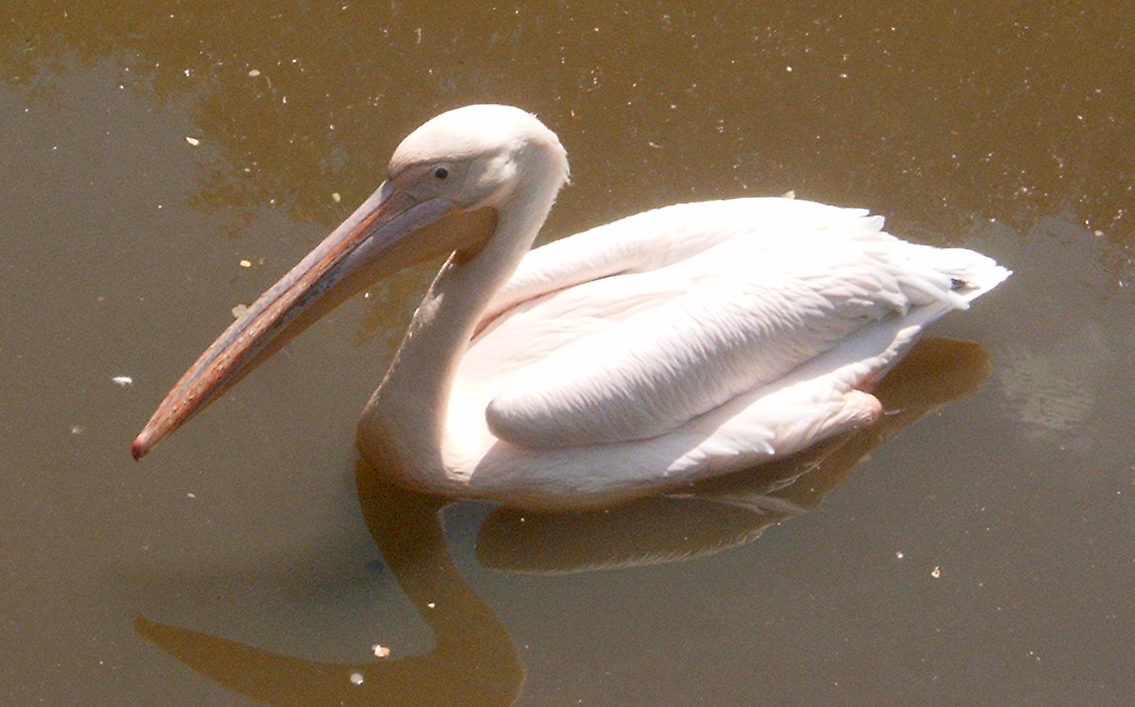
Rózsás gödény
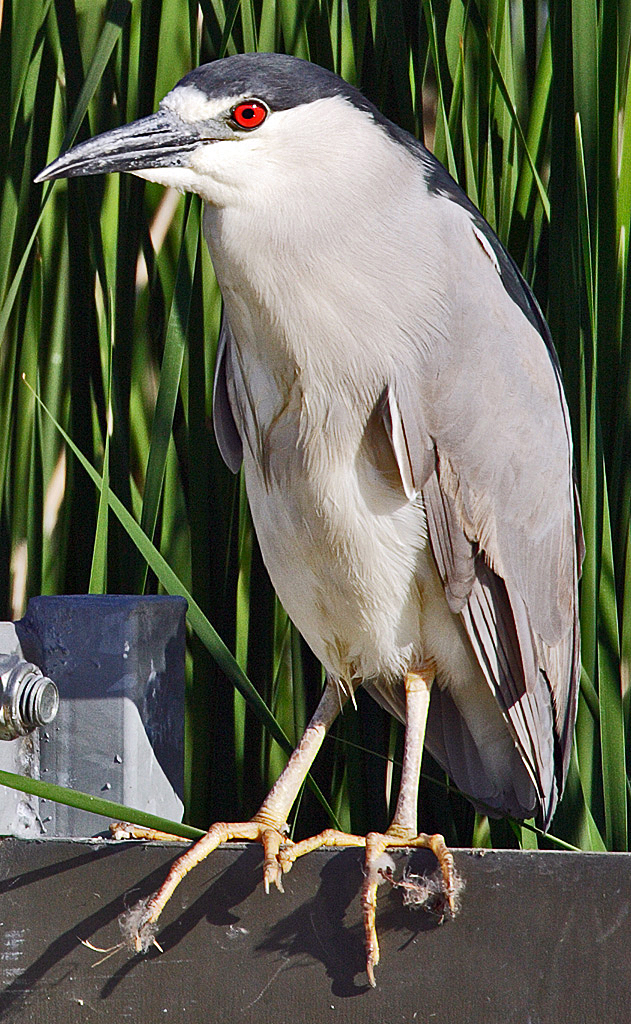
Bakcsó
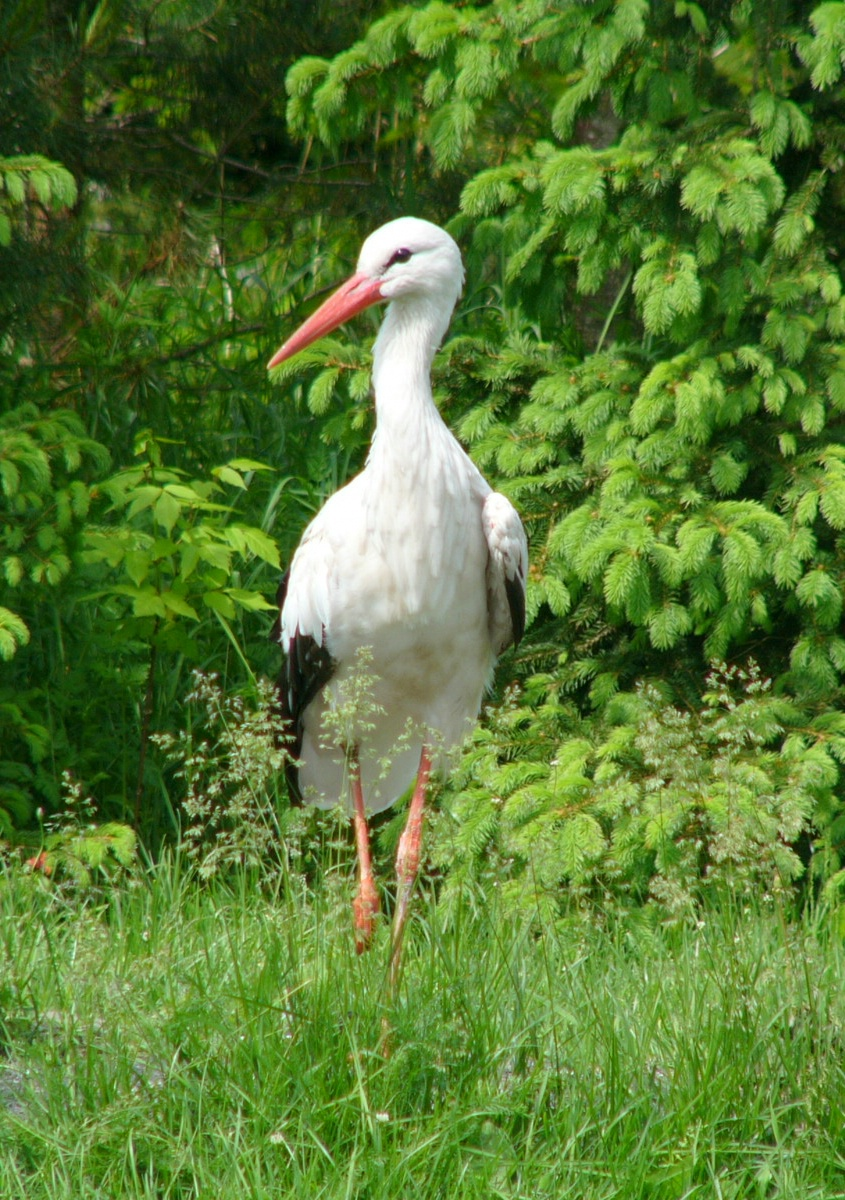
Fehér gólya
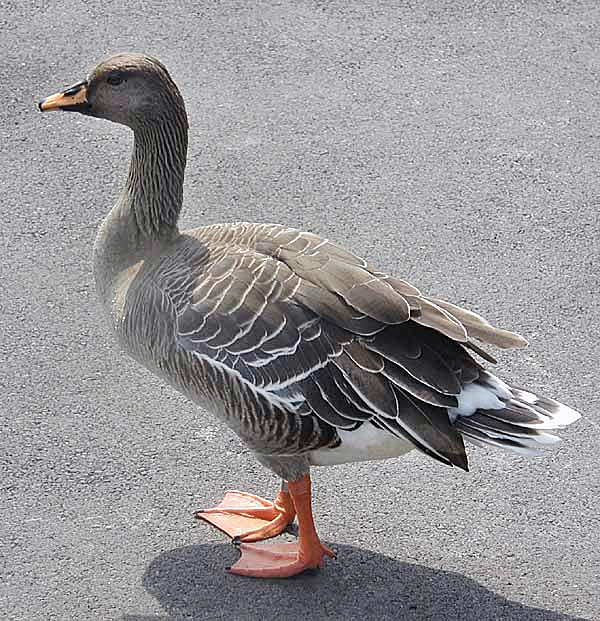
Vetési lúd
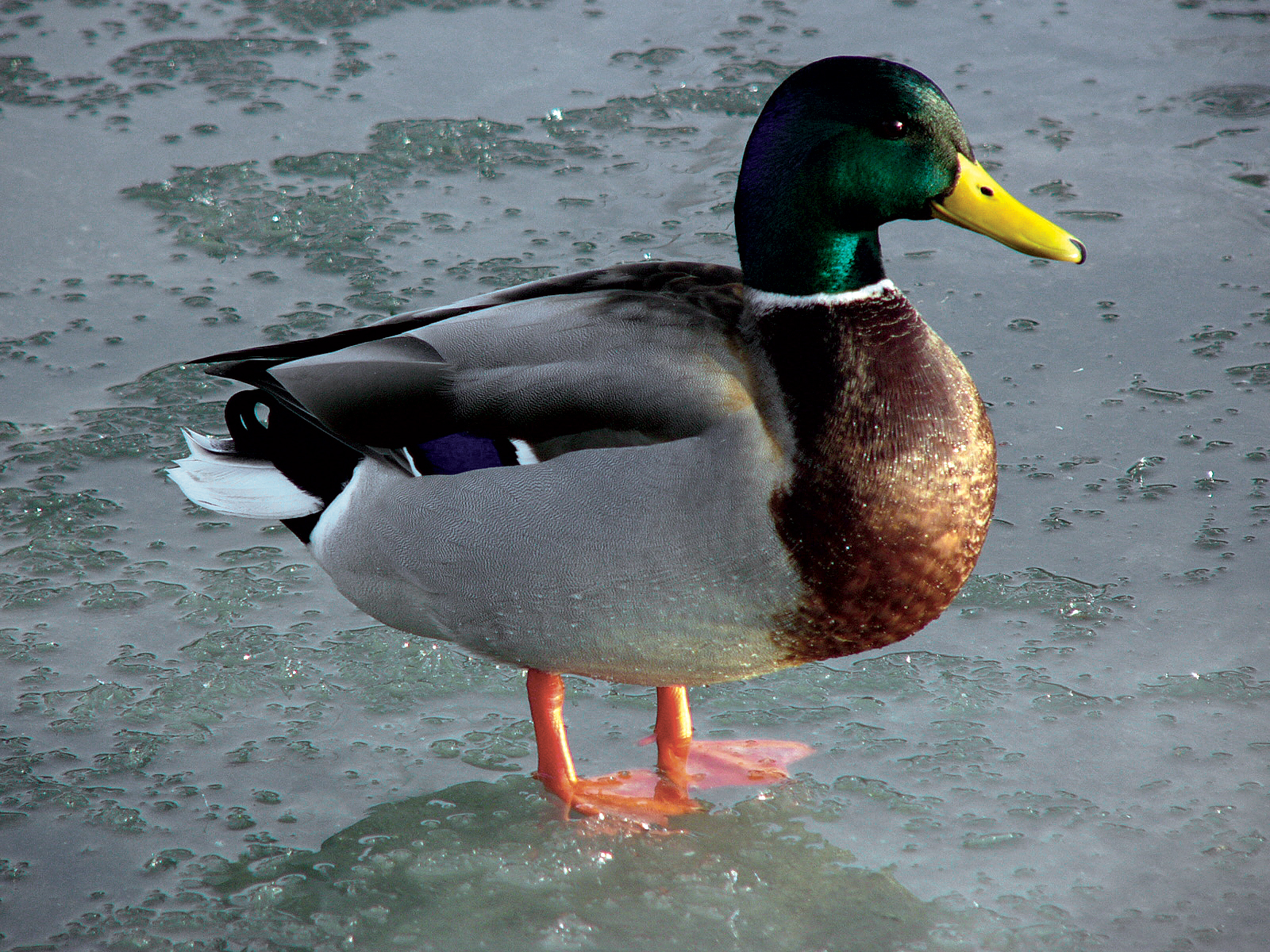
Tőkés réce
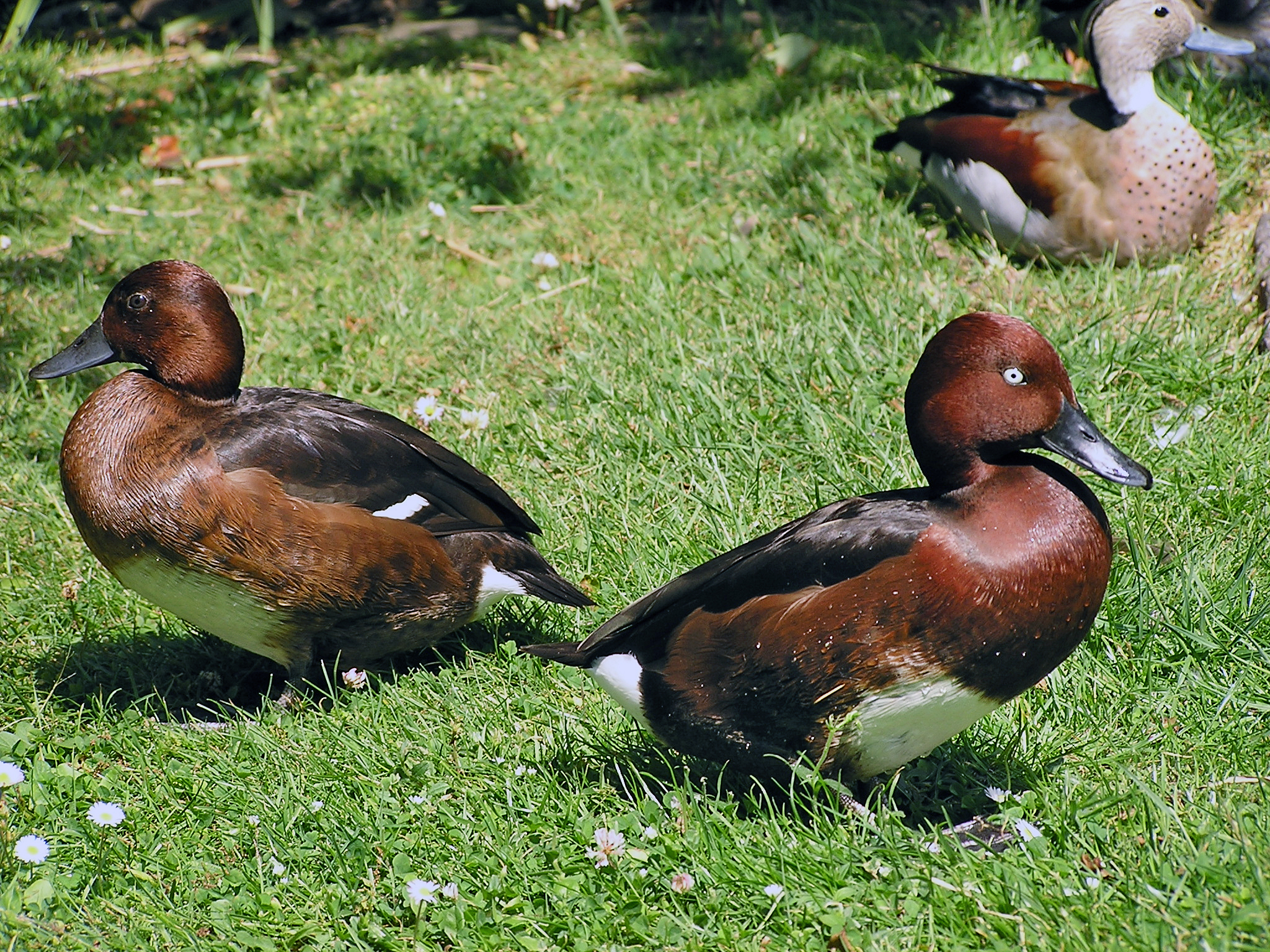
Cigányréce
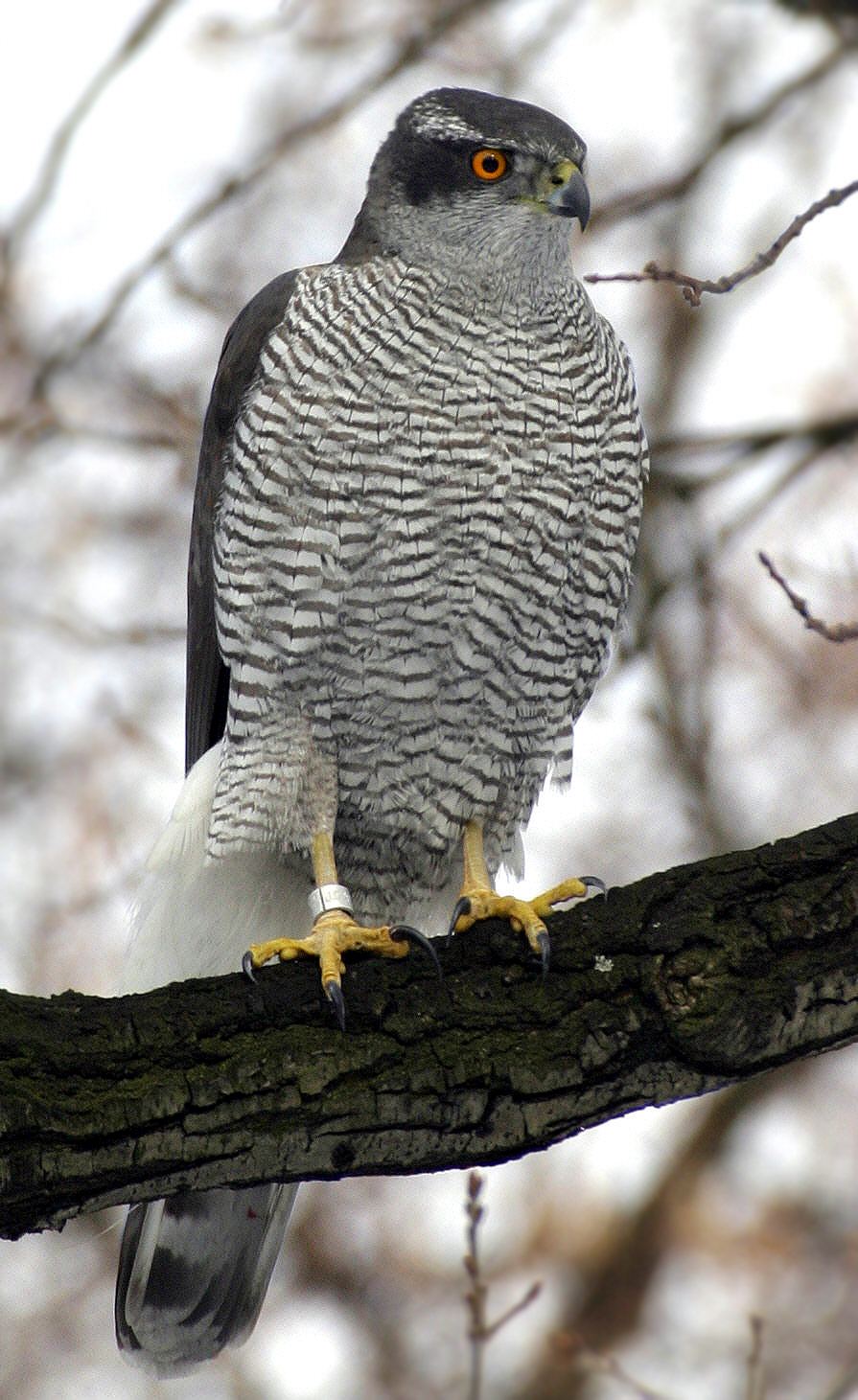
Héja
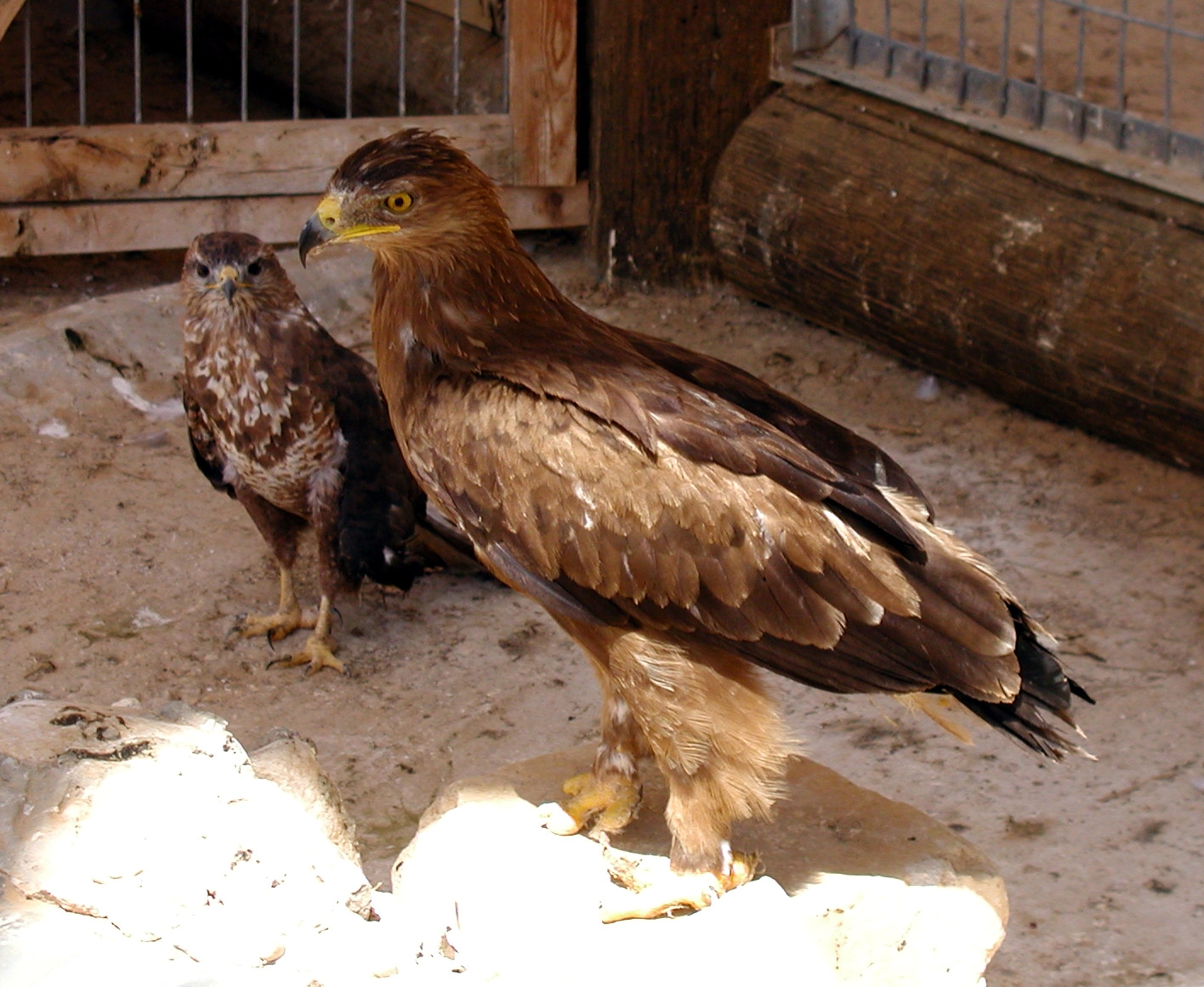
Szirti sas
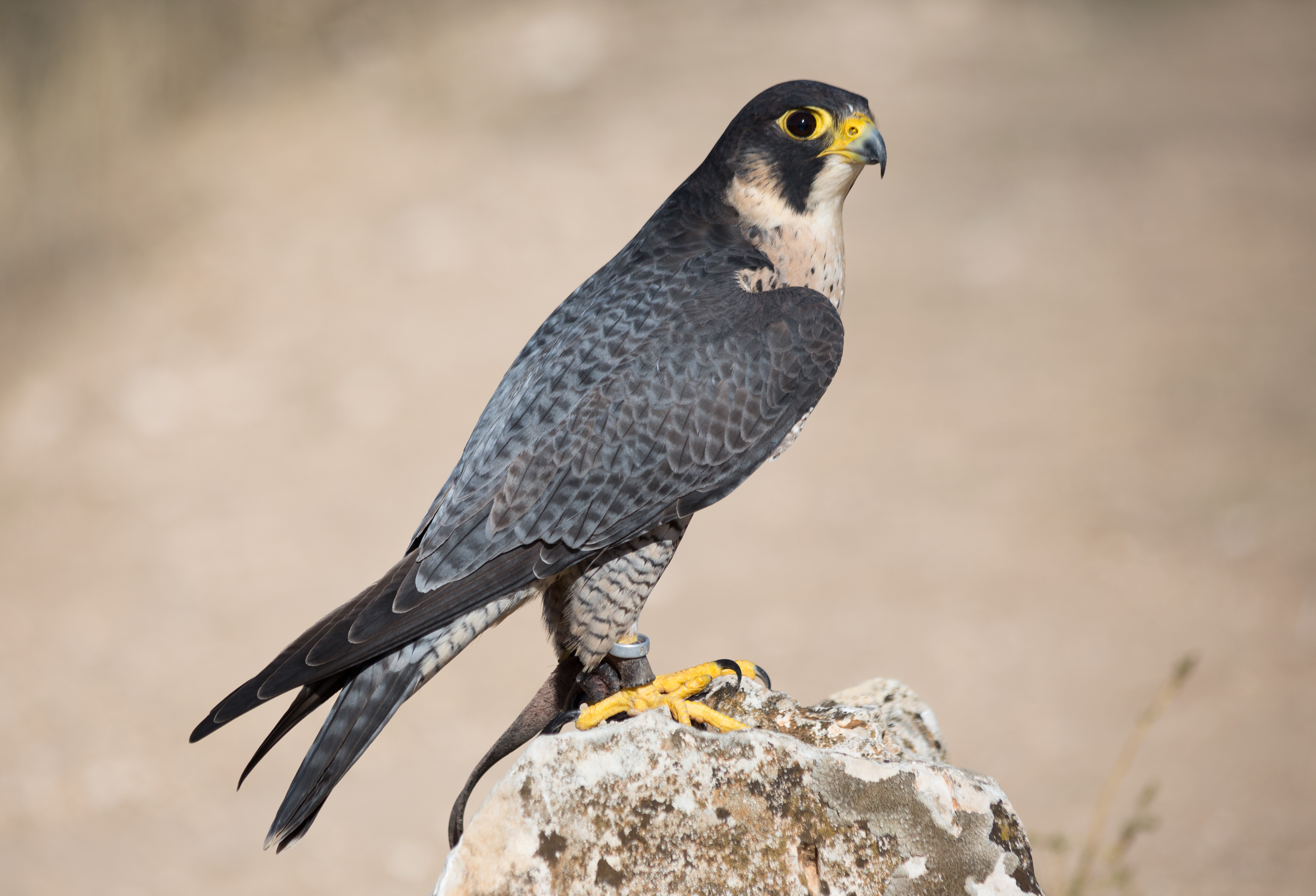
Vándorsólyom
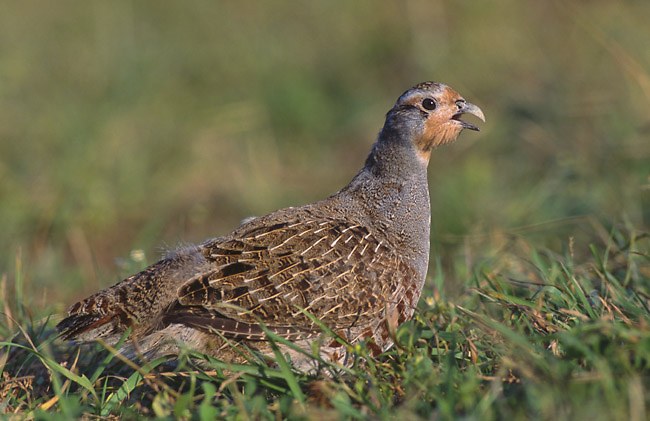
Fogoly
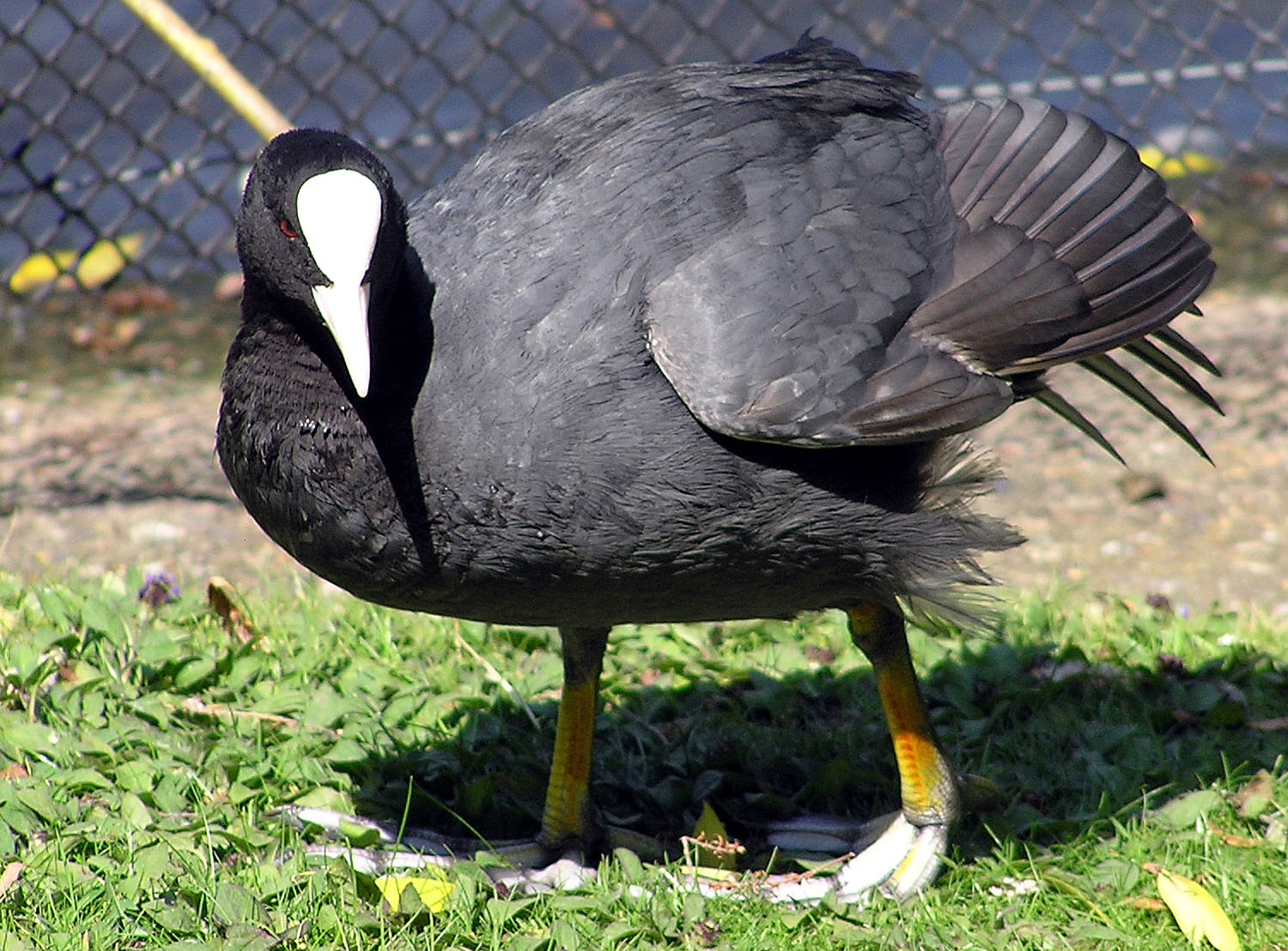
Szárcsa
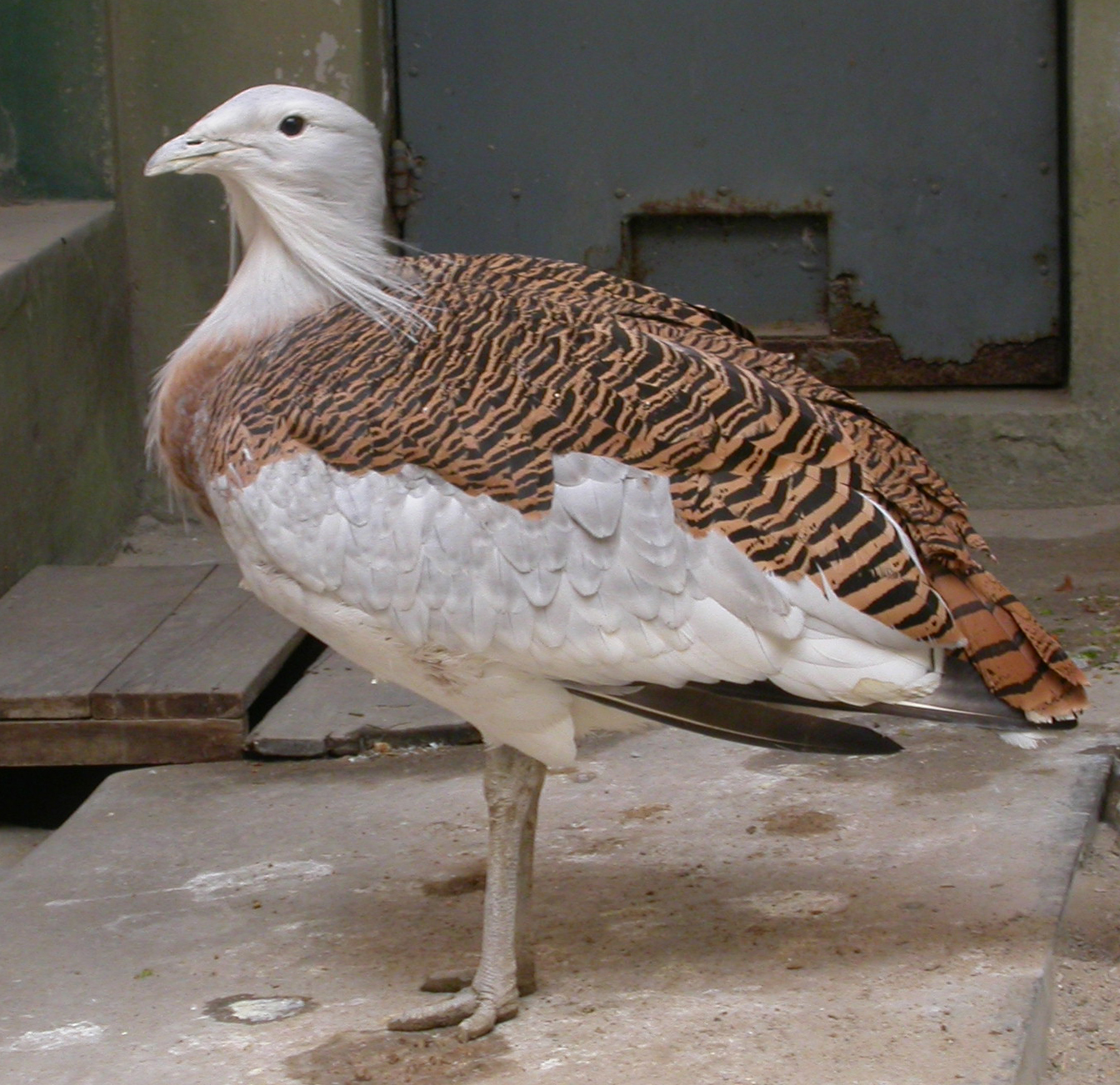
Túzok
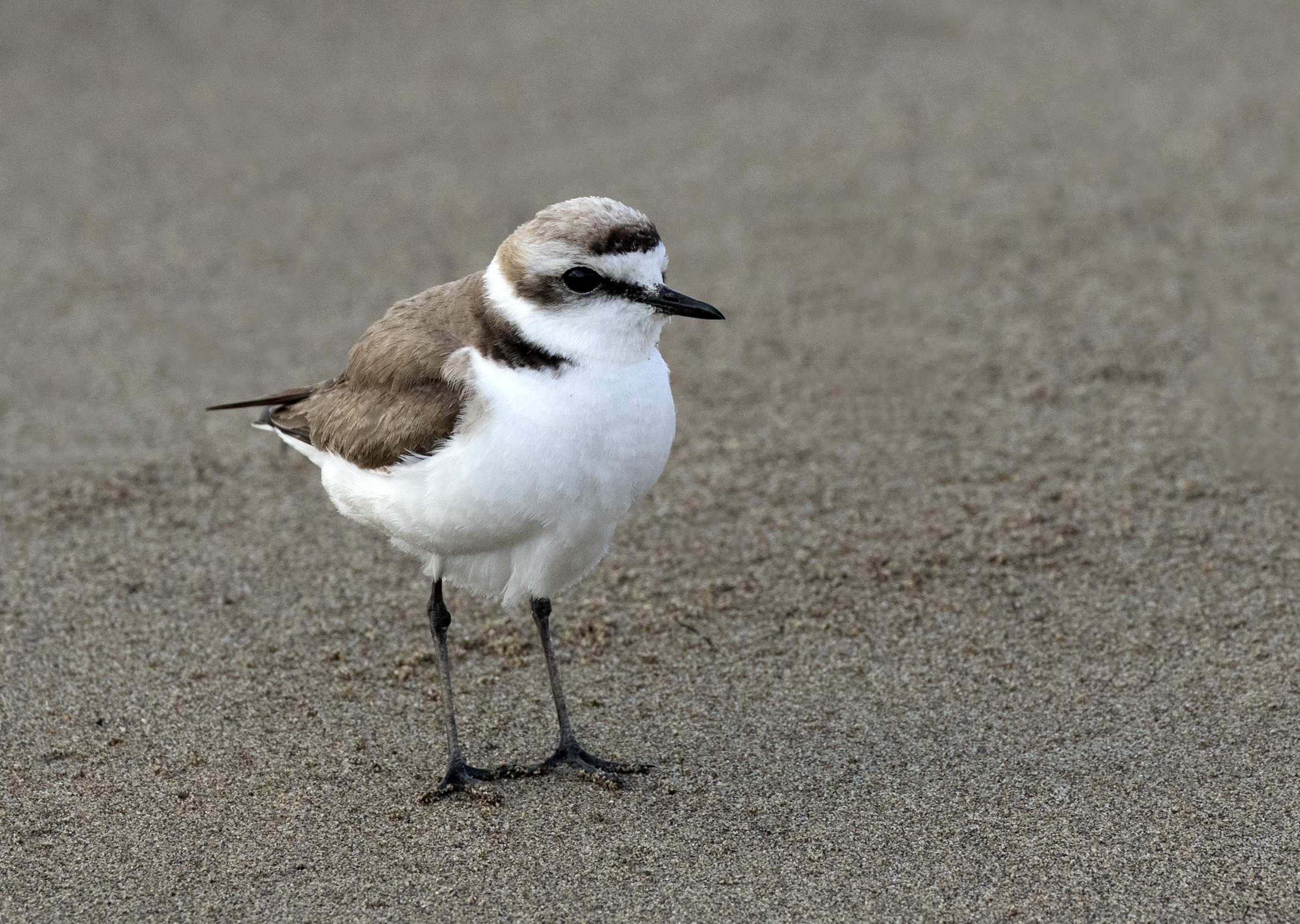
Széki lile
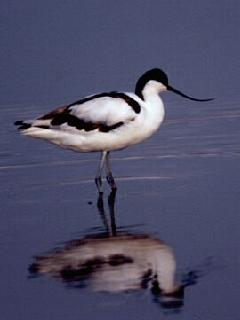
Gulipán
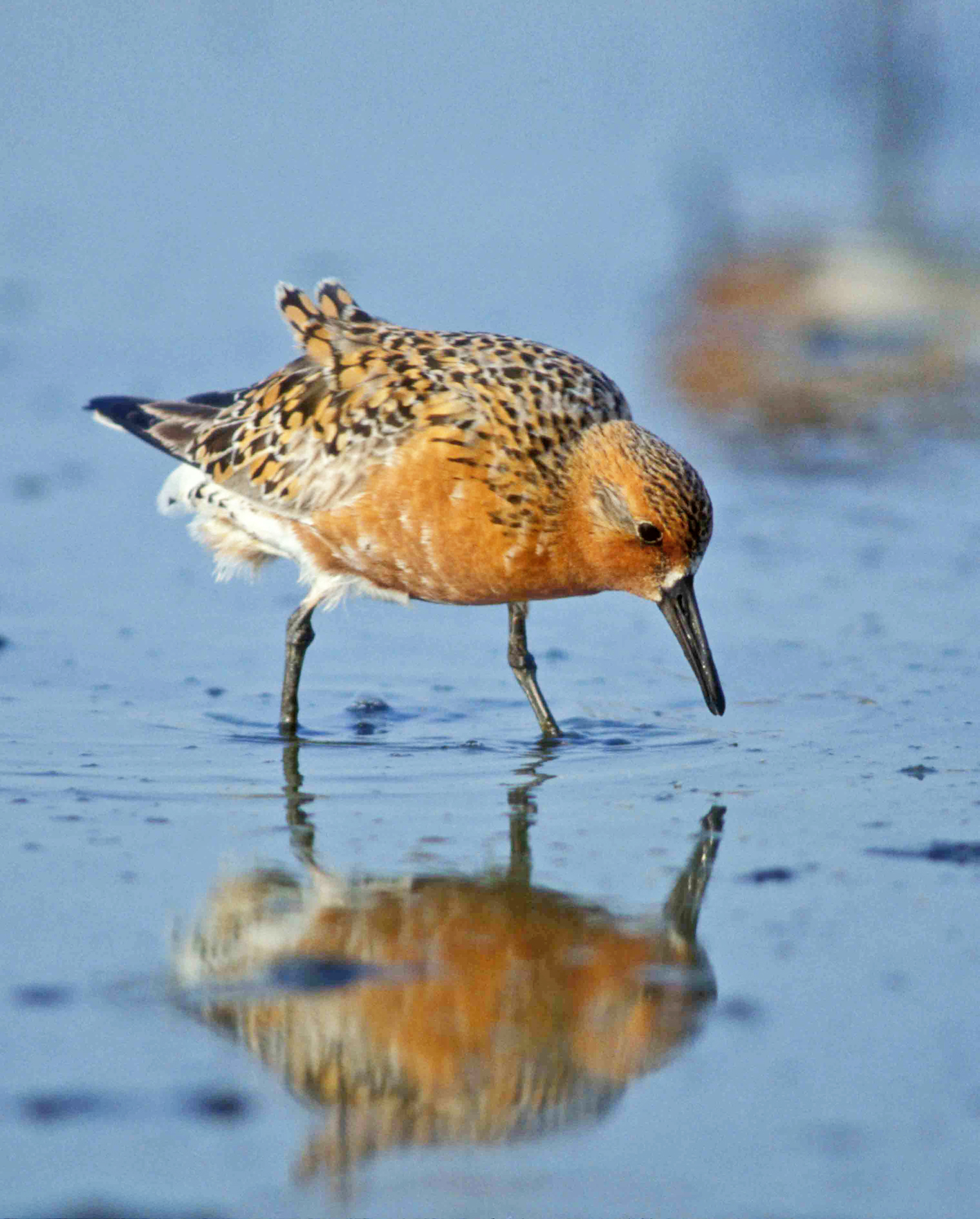
Sarki partfutó
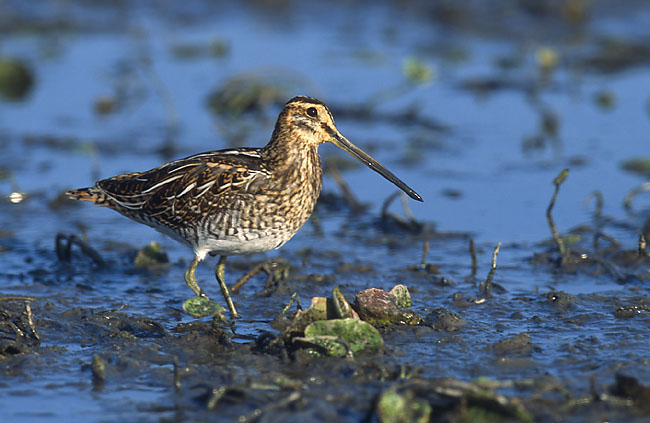
Sárszalonka
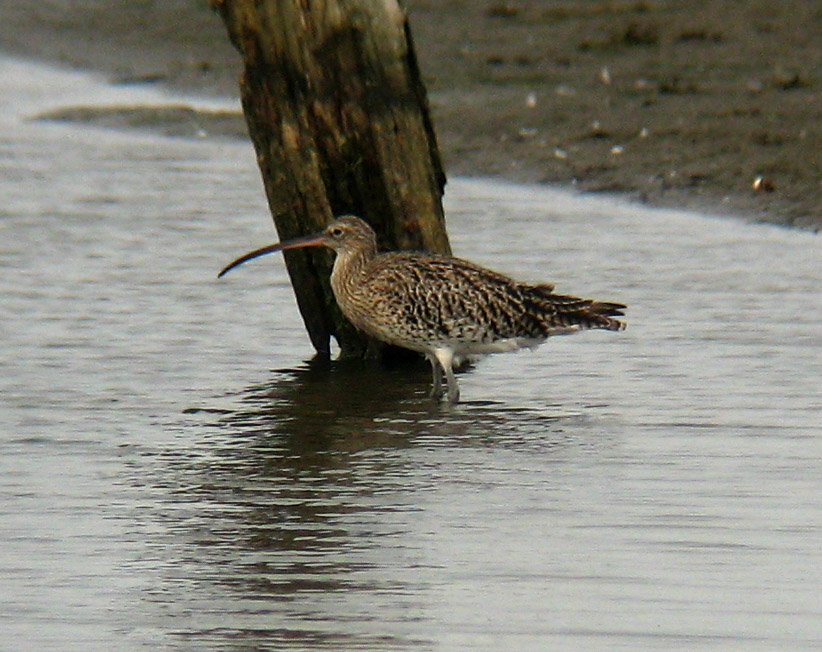
Nagy póling
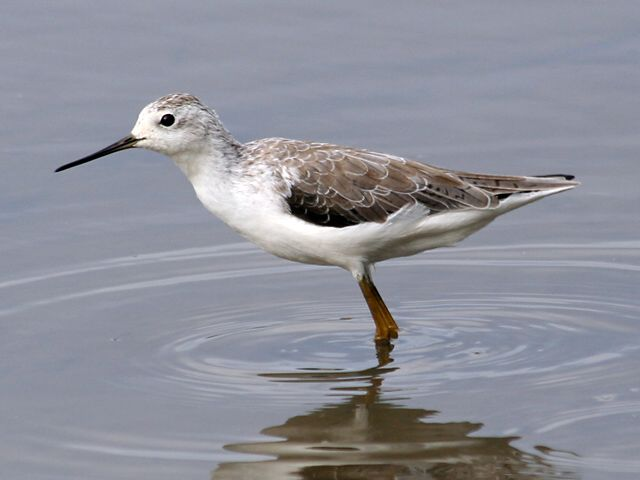
Tavi cankó
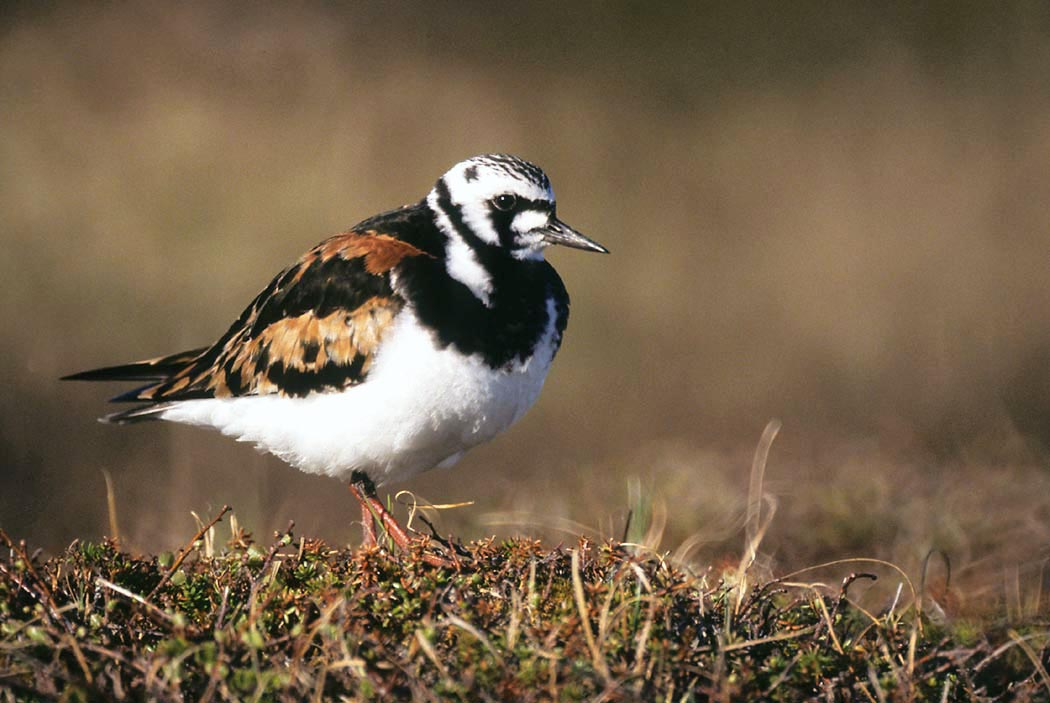
Kőforgató
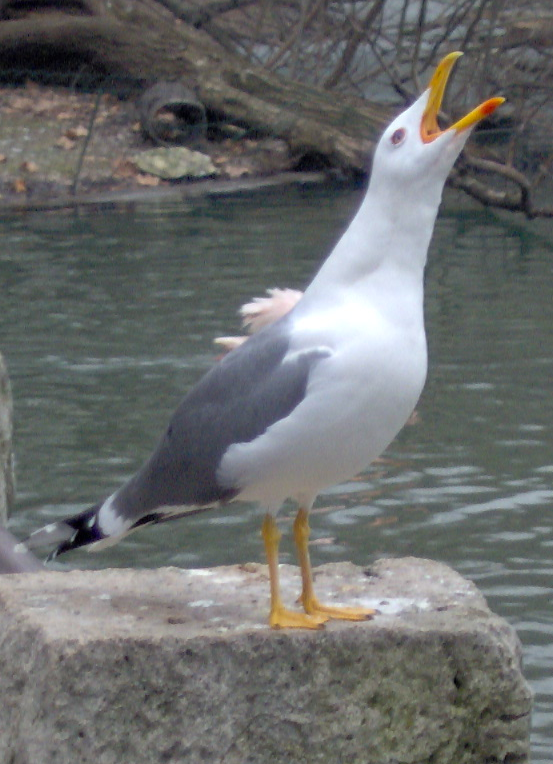
Sárgalábú sirály
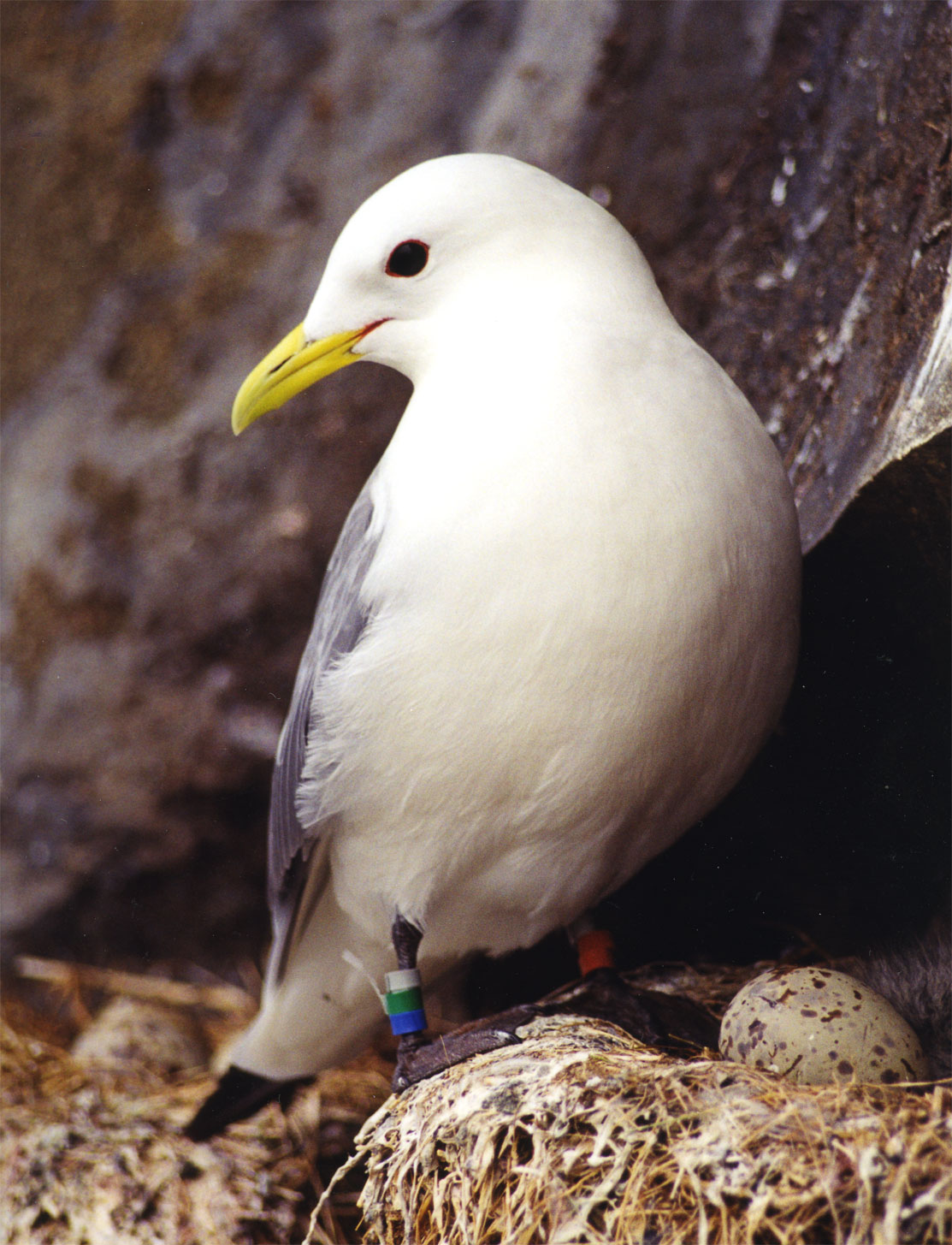
Háromujjú csüllő
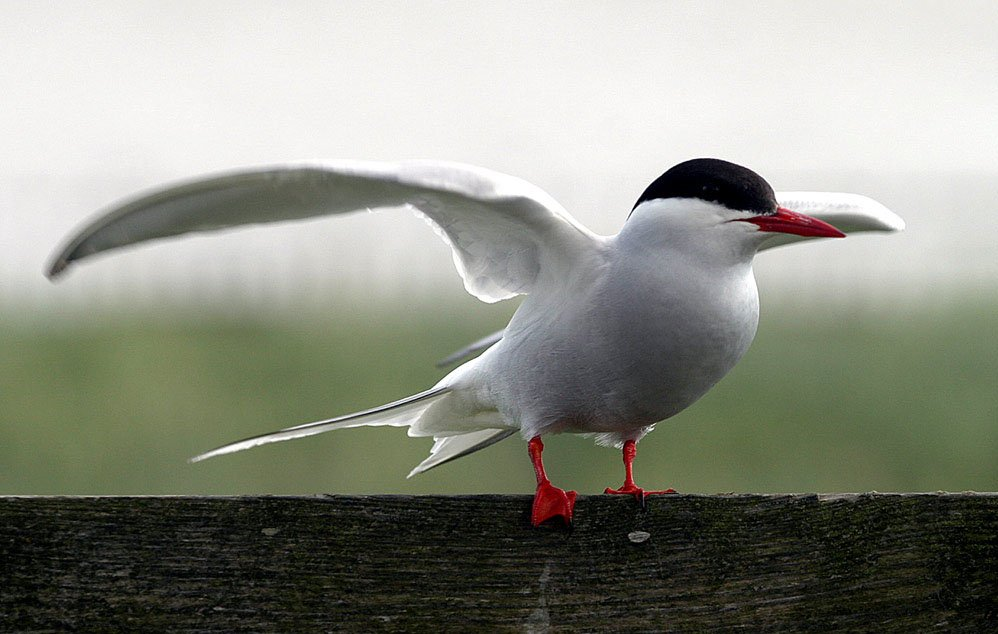
Sarki csér
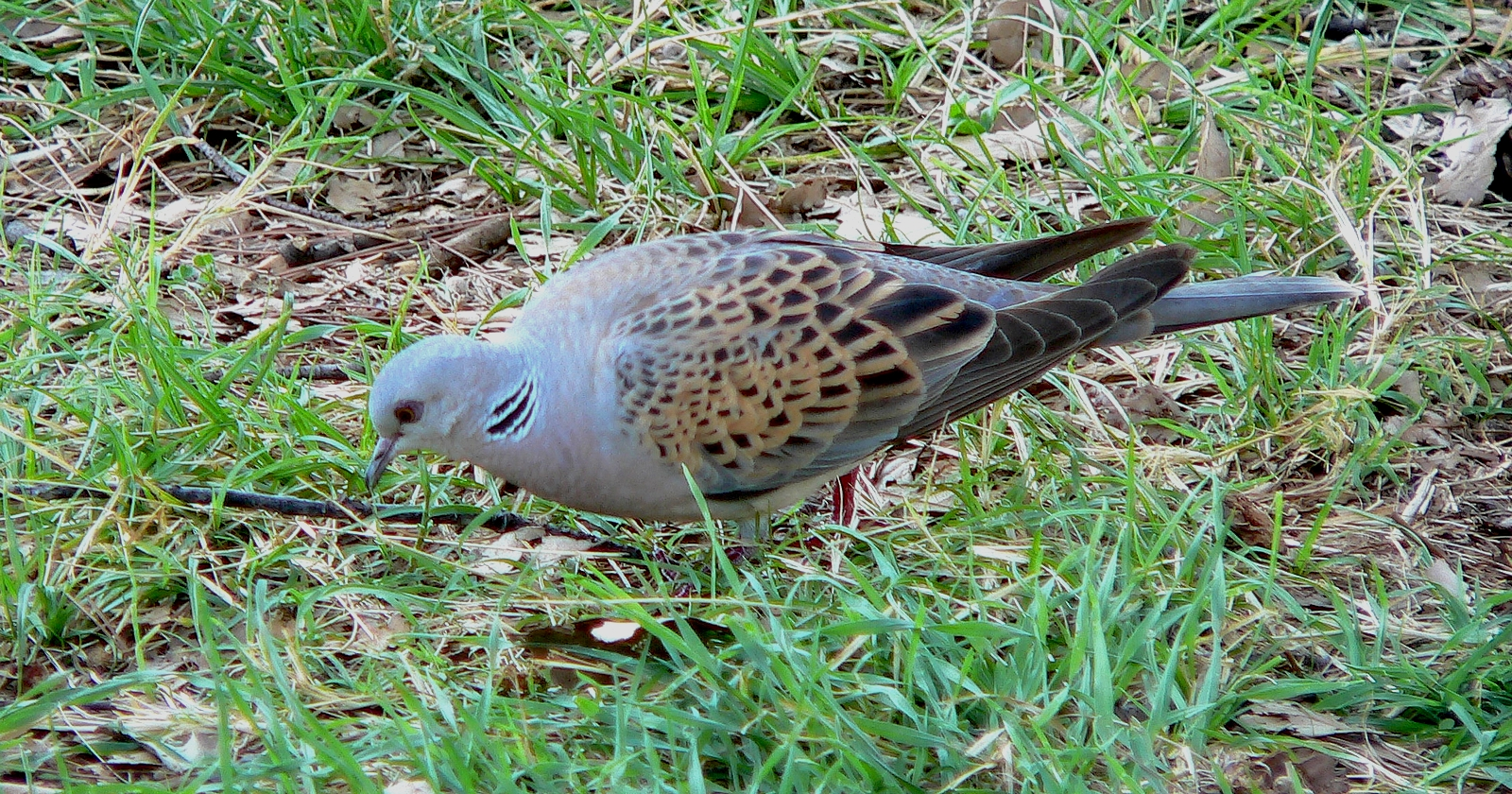
Vadgerle
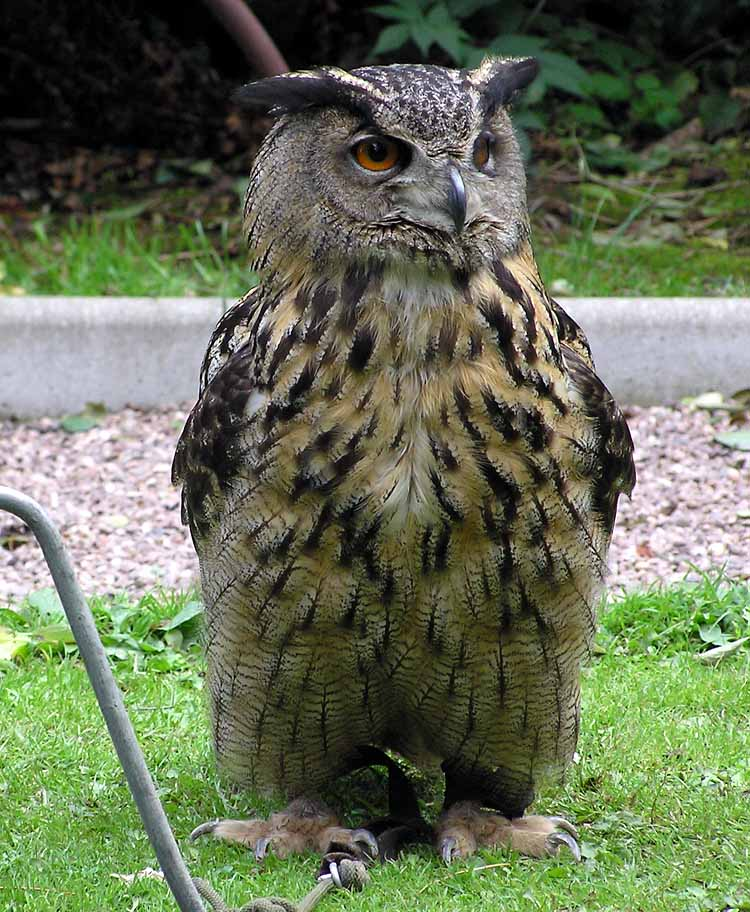
Uhu
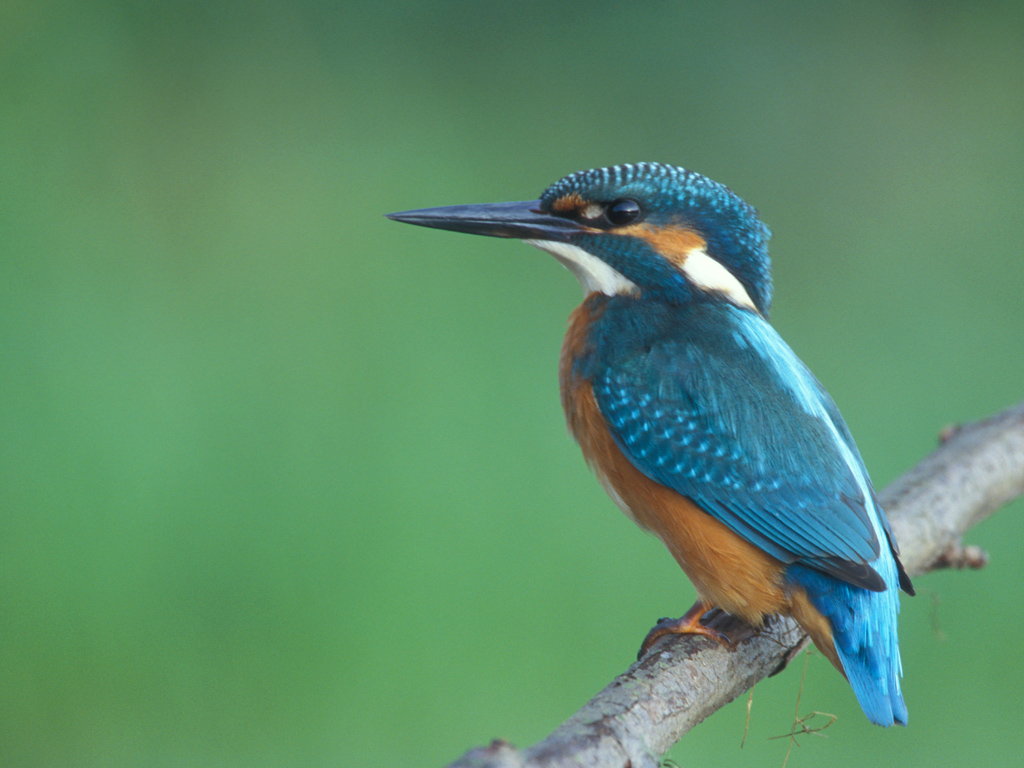
Jégmadár
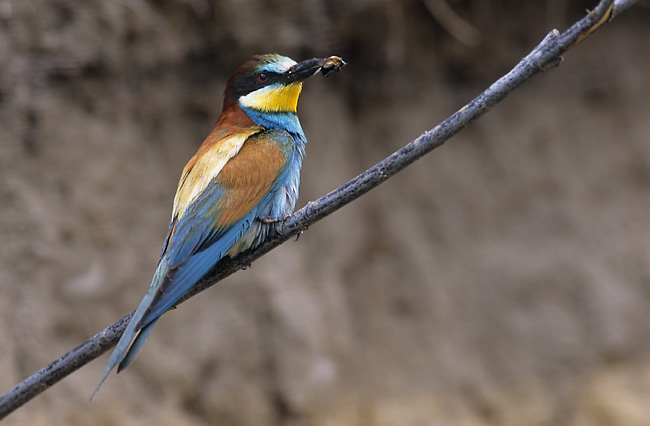
Gyurgyalag
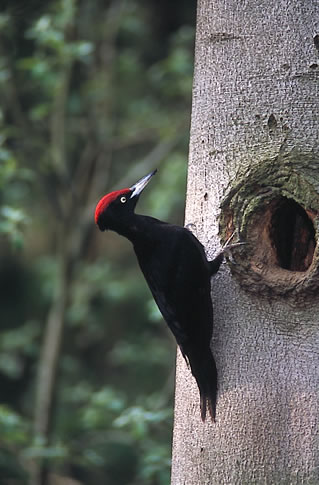
Fekete harkály
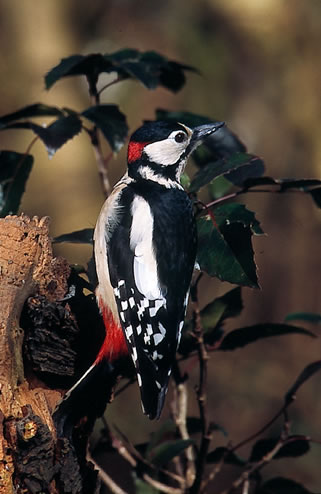
Nagy fakopáncs
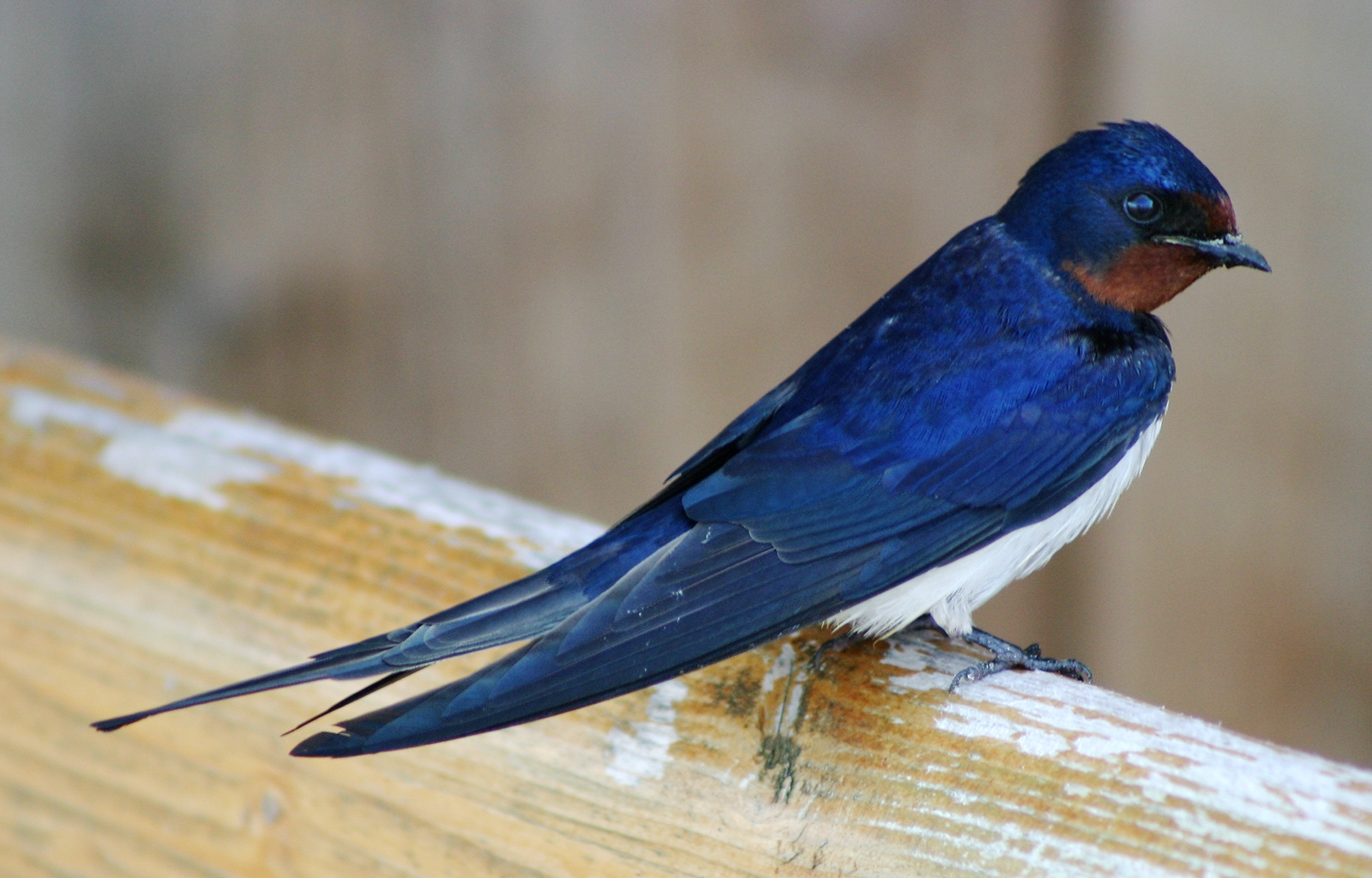
Füsti fecske
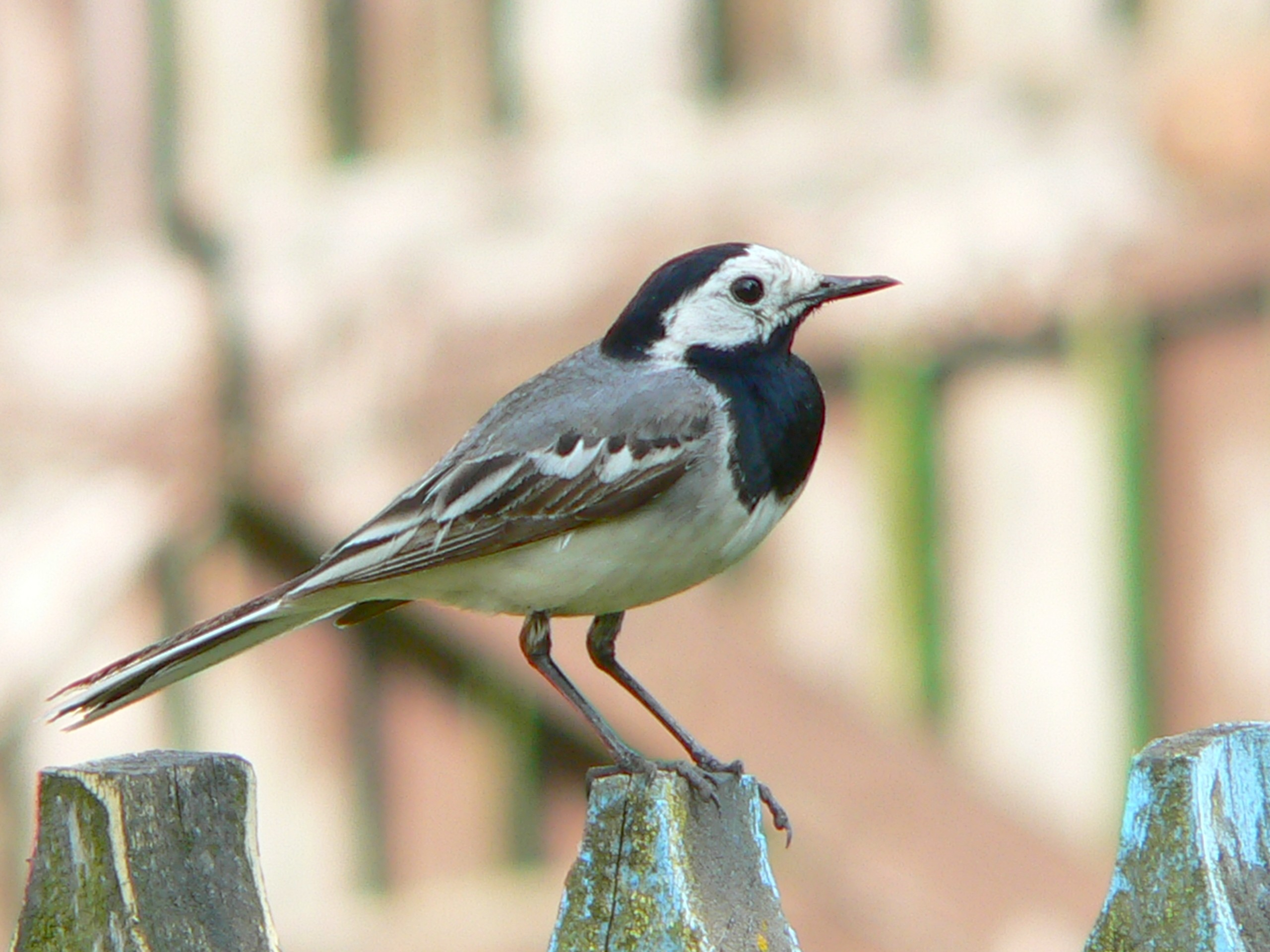
Barázdabillegető
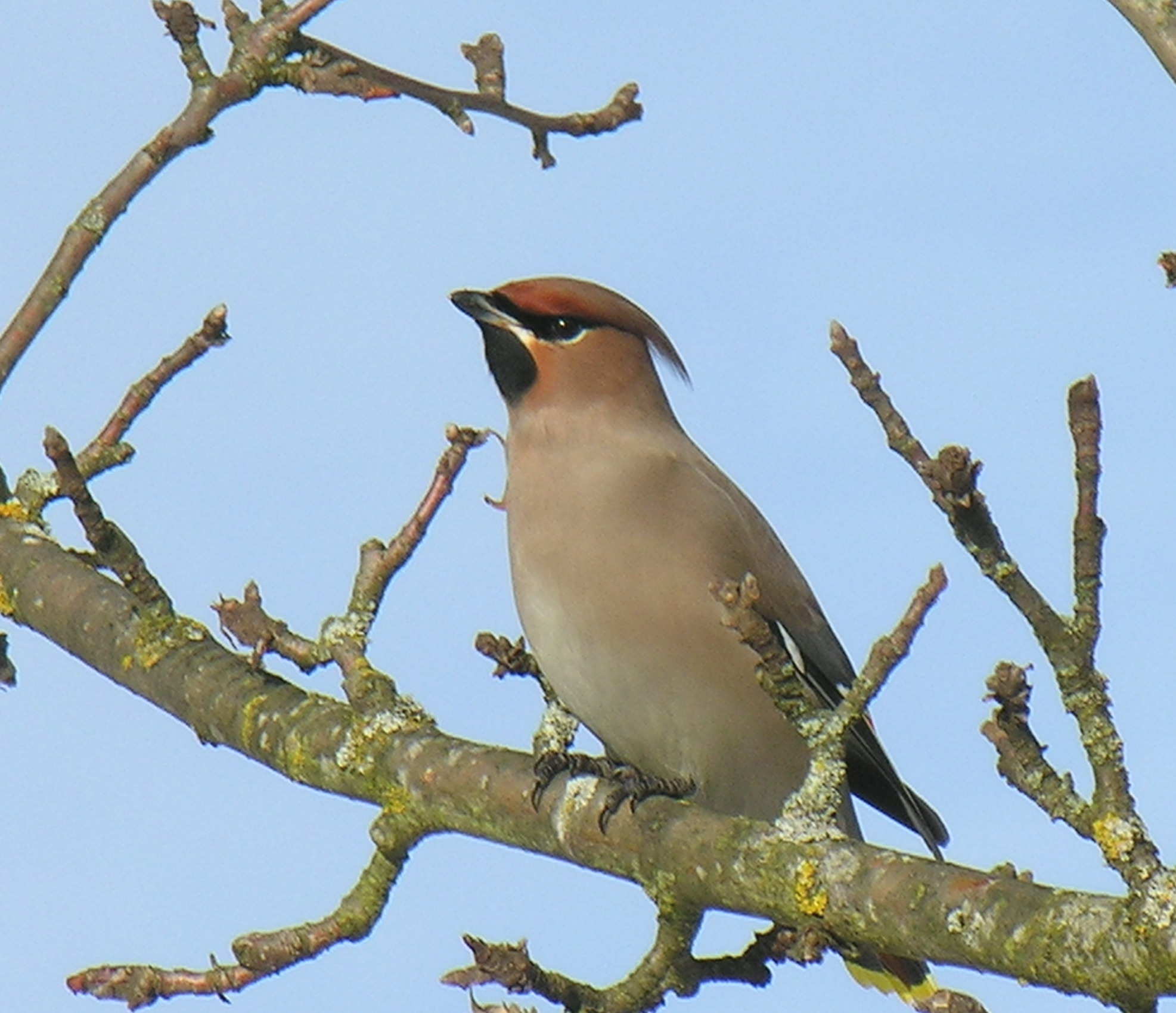
Csonttollú
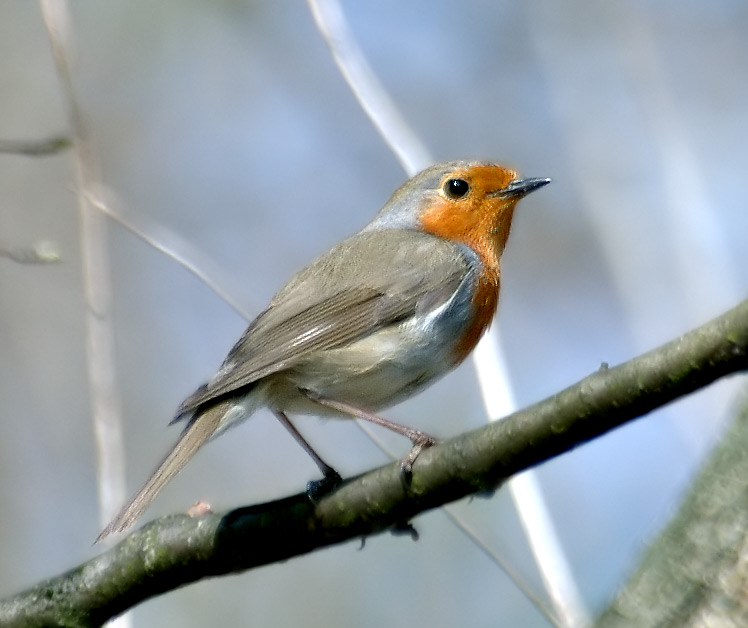
Vörösbegy
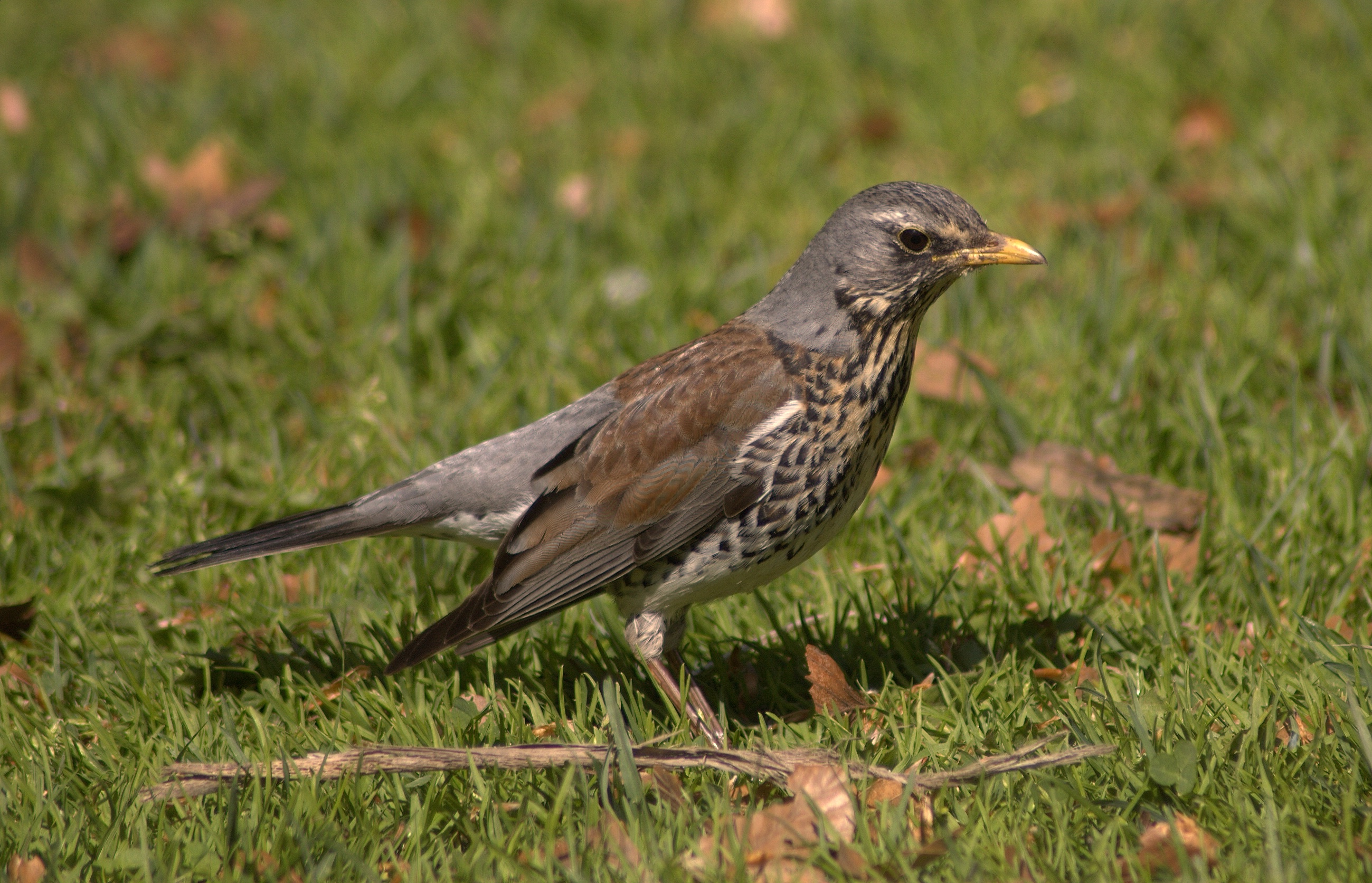
Fenyőrigó
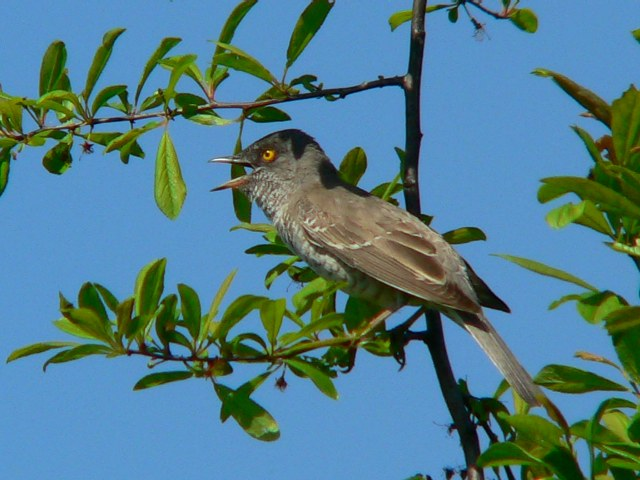
Karvalyposzáta
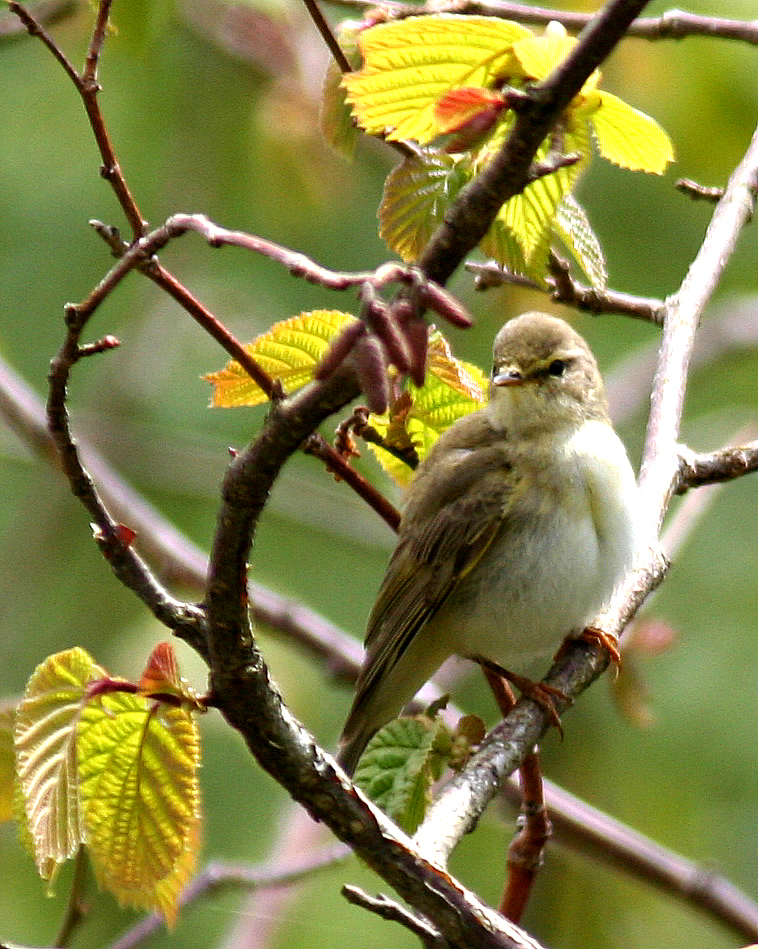
Fitiszfüzike
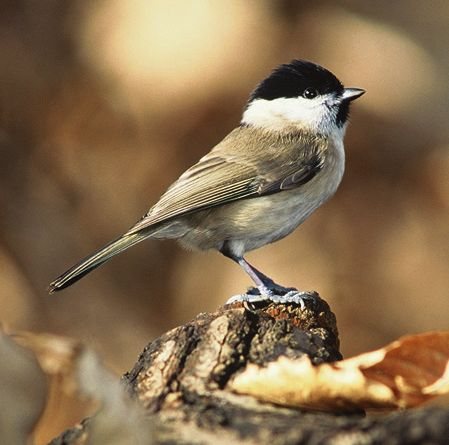
Barátcinege
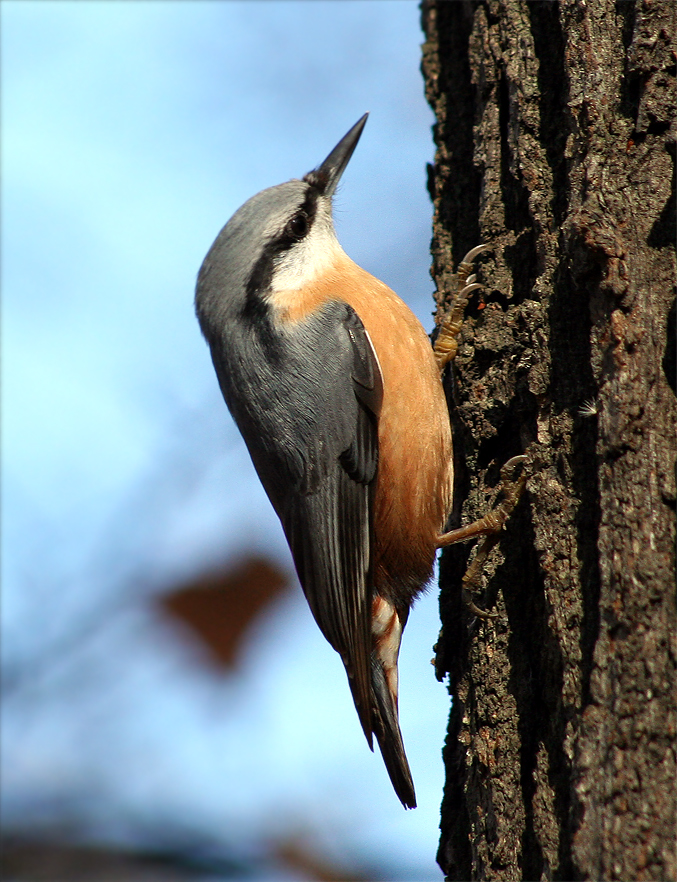
Csuszka
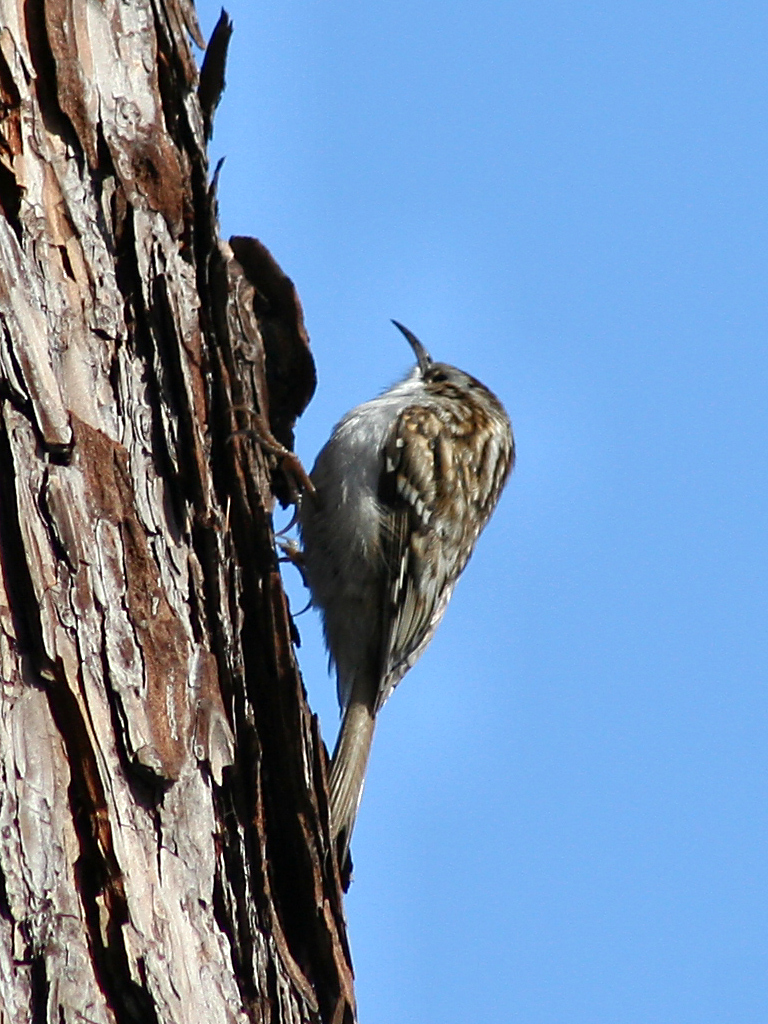
Hegyi fakusz
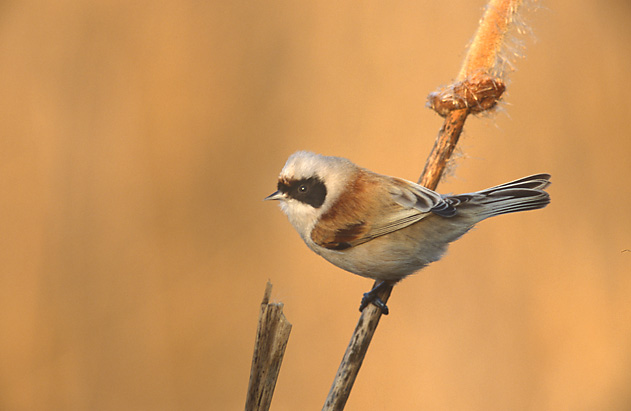
Függőcinege
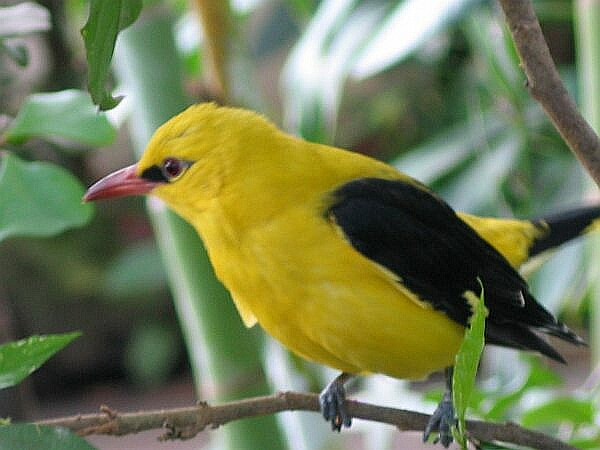
Sárgarigó
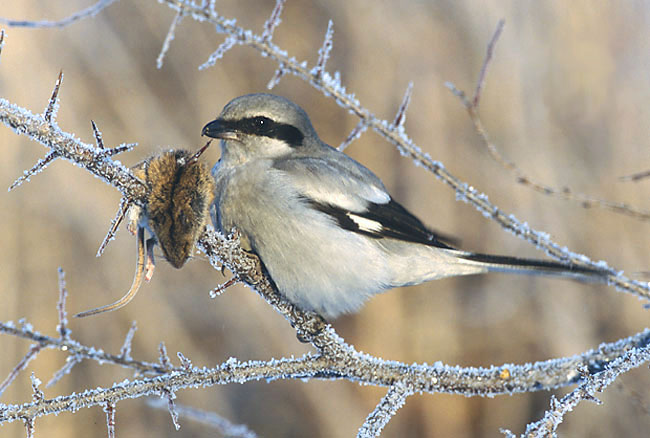
Nagy őrgébics
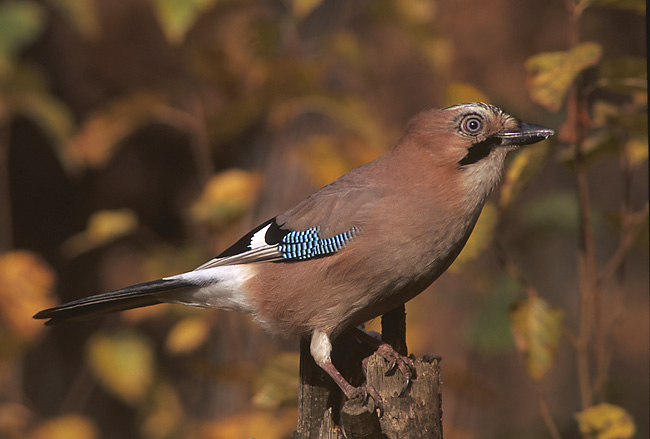
Szajkó
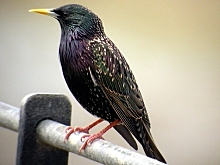
Seregély
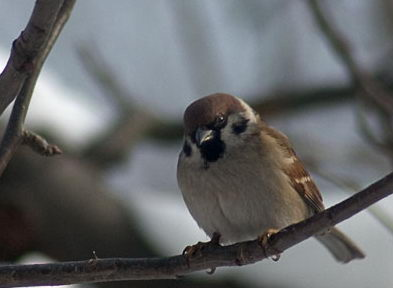
Mezei veréb
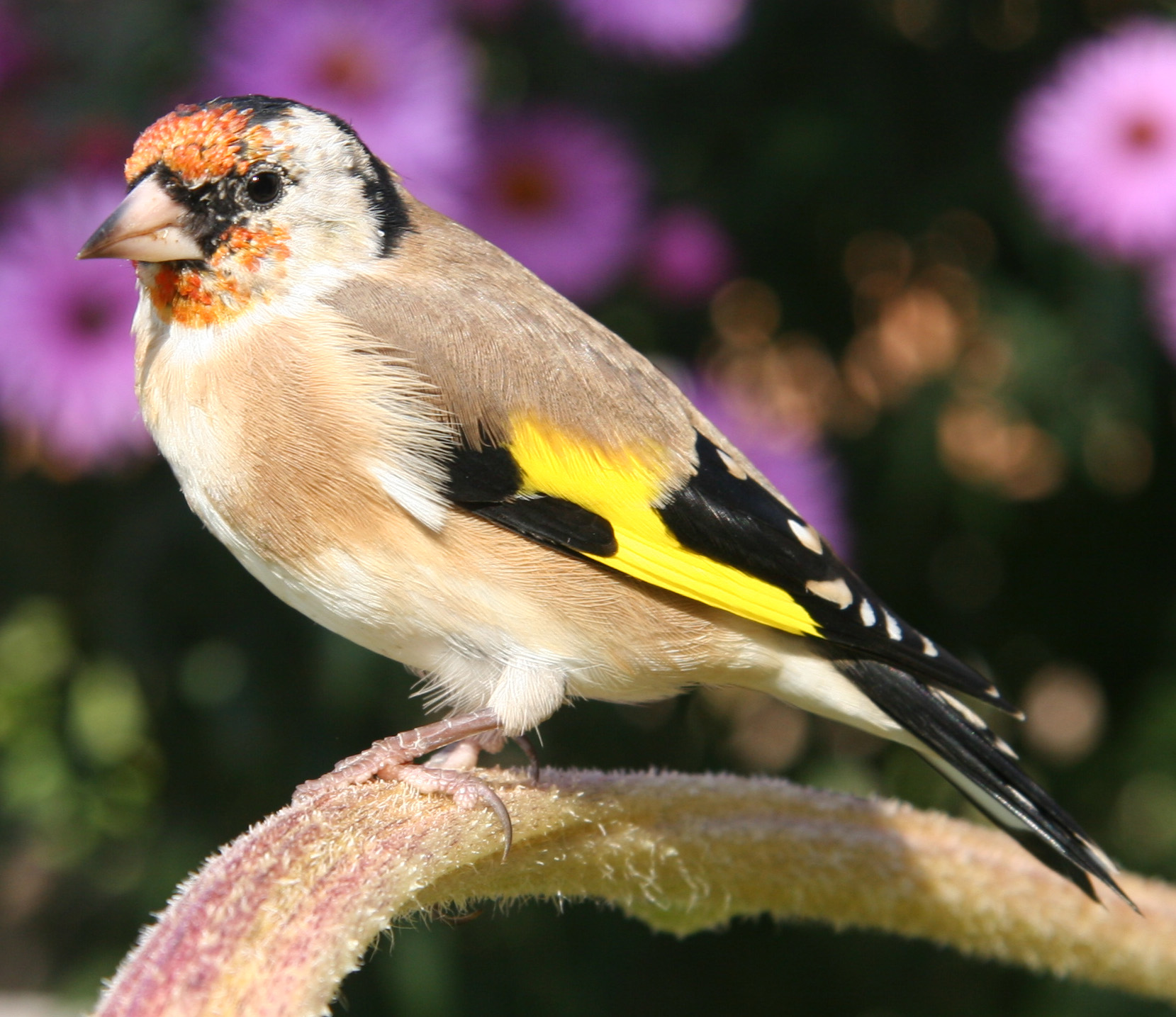
Tengelic
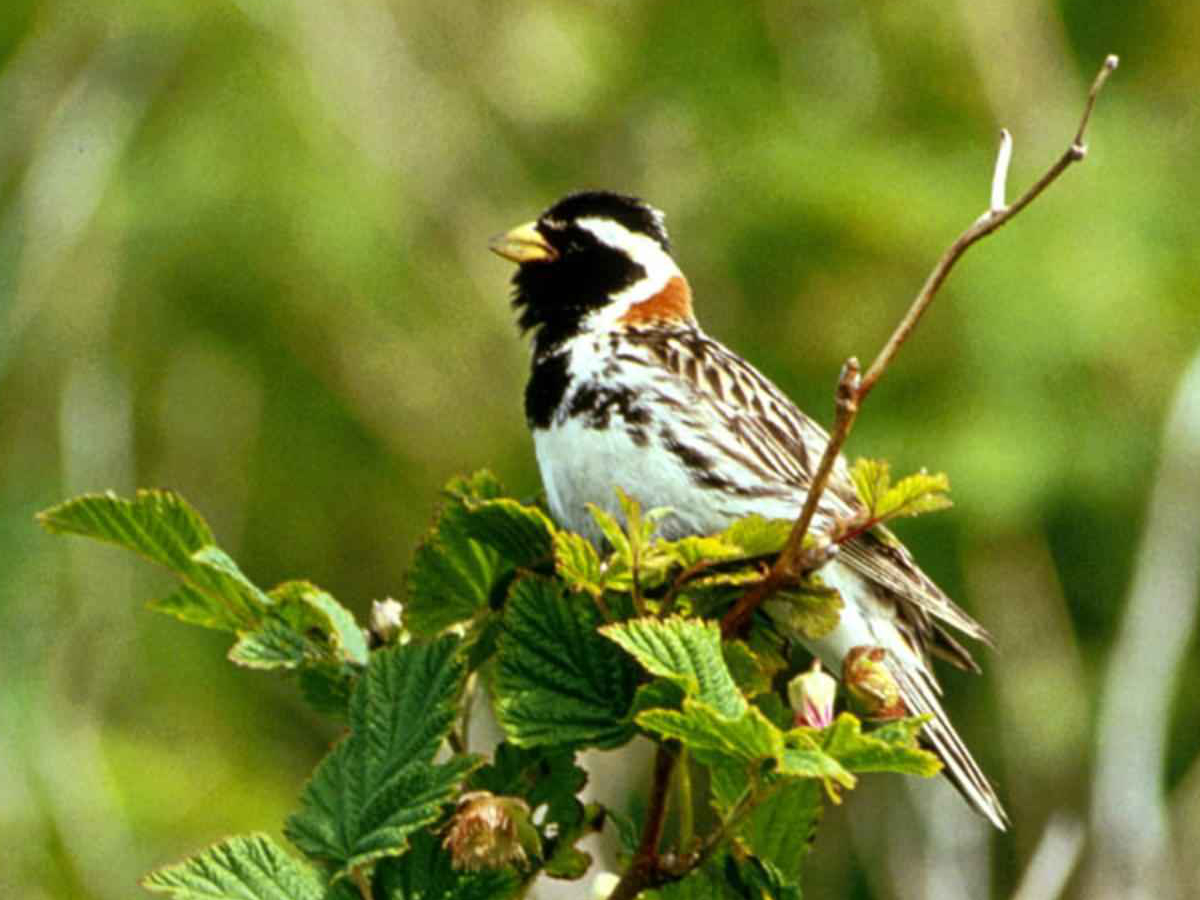
Sarkantyús sármány
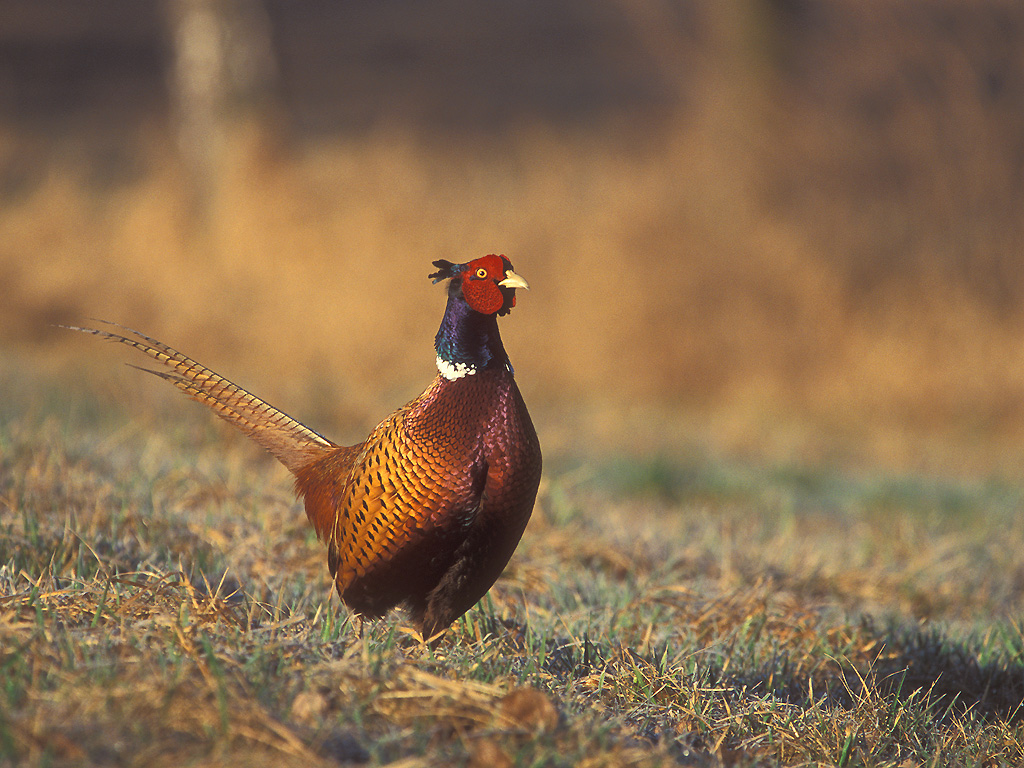
Fácán
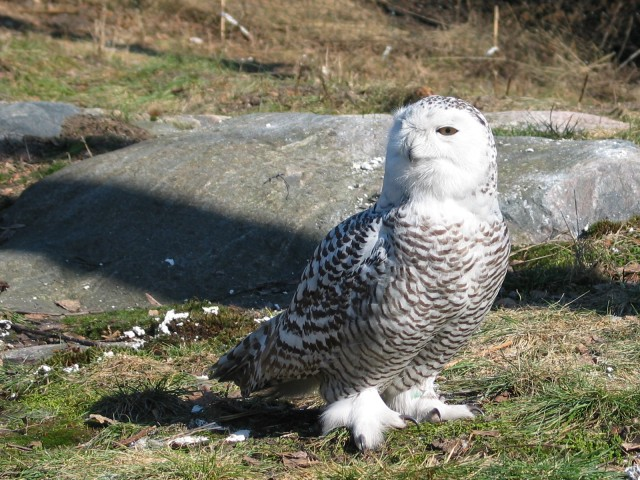
Hóbagoly
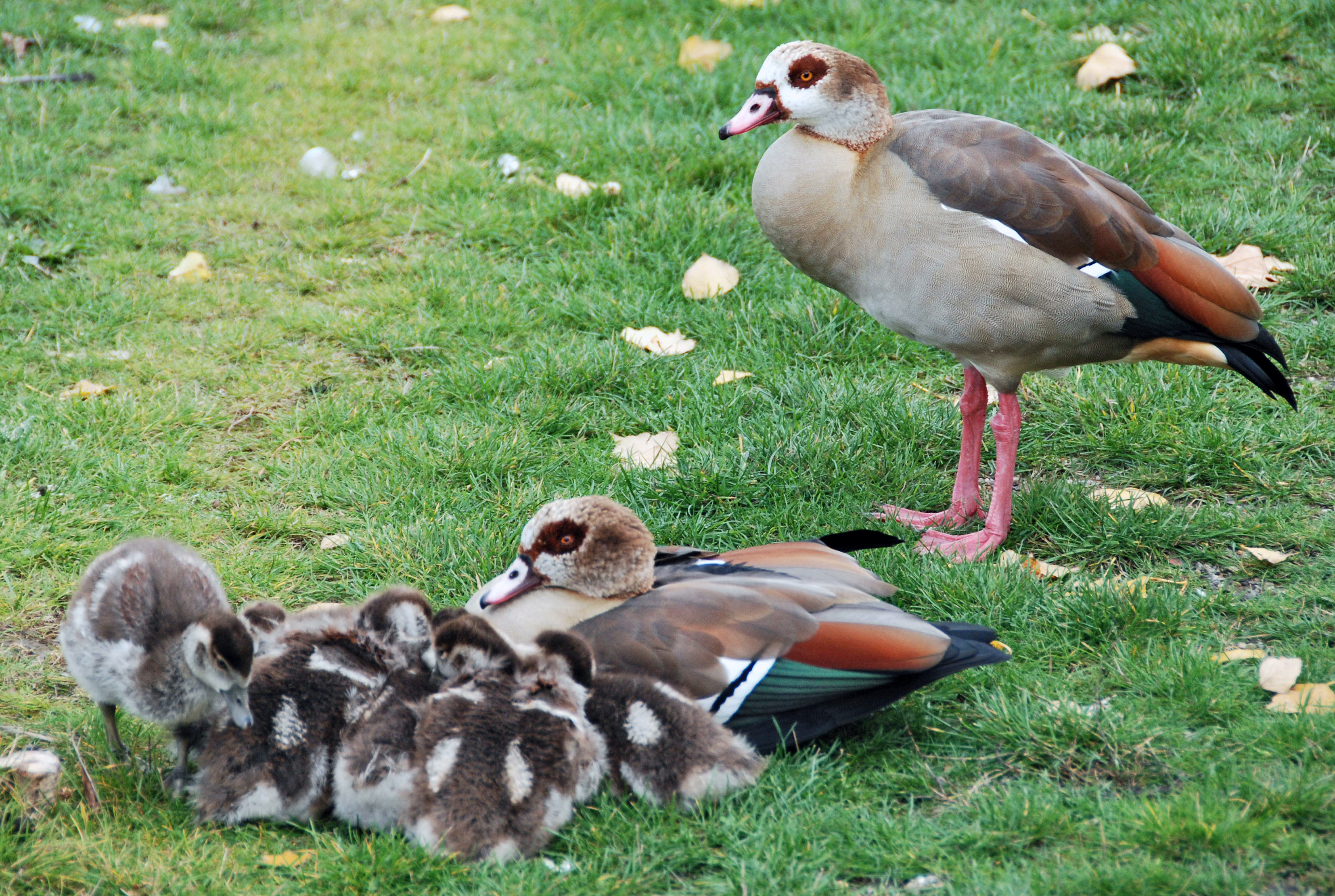
Nílusi lúd
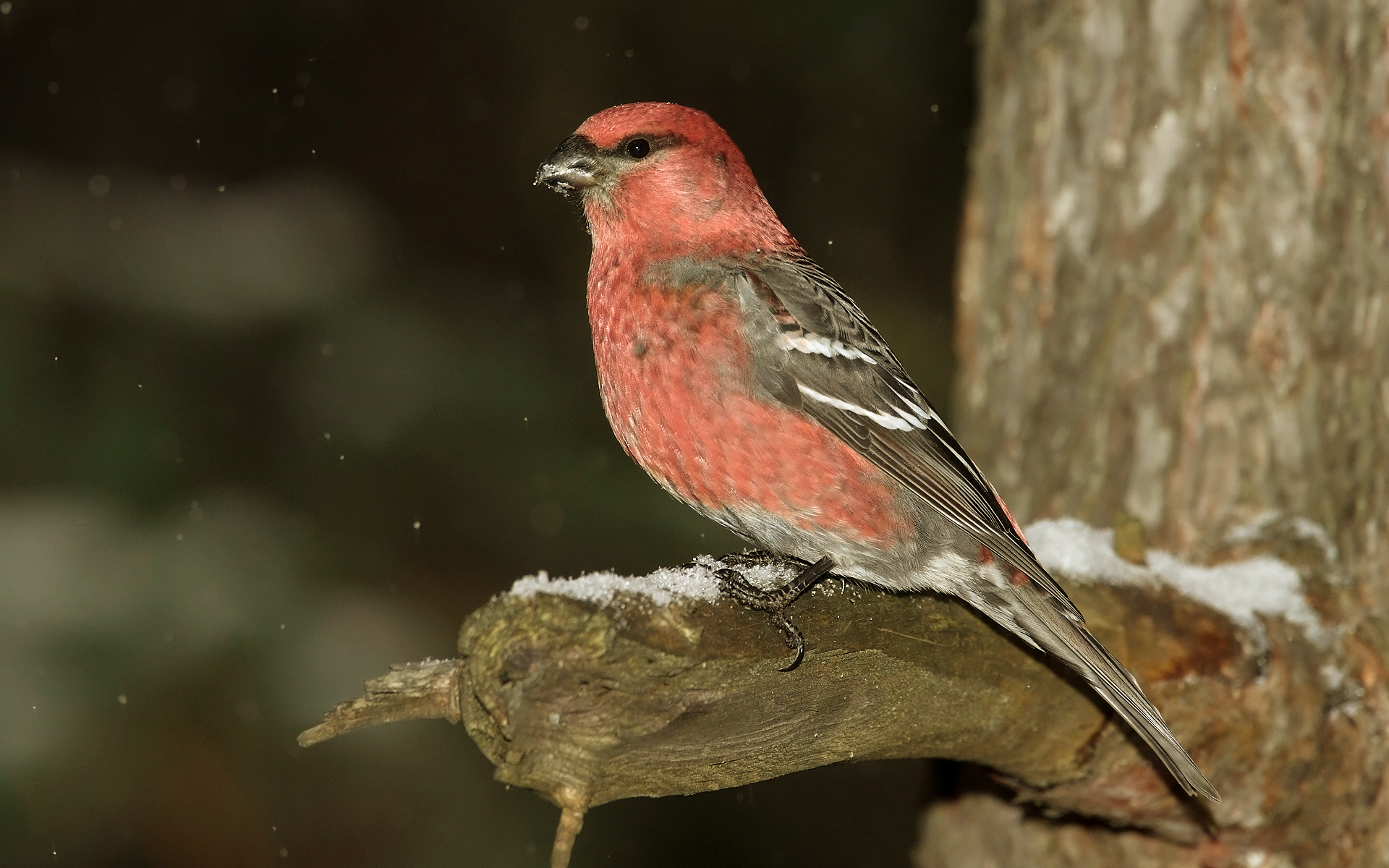
Nagy pirók
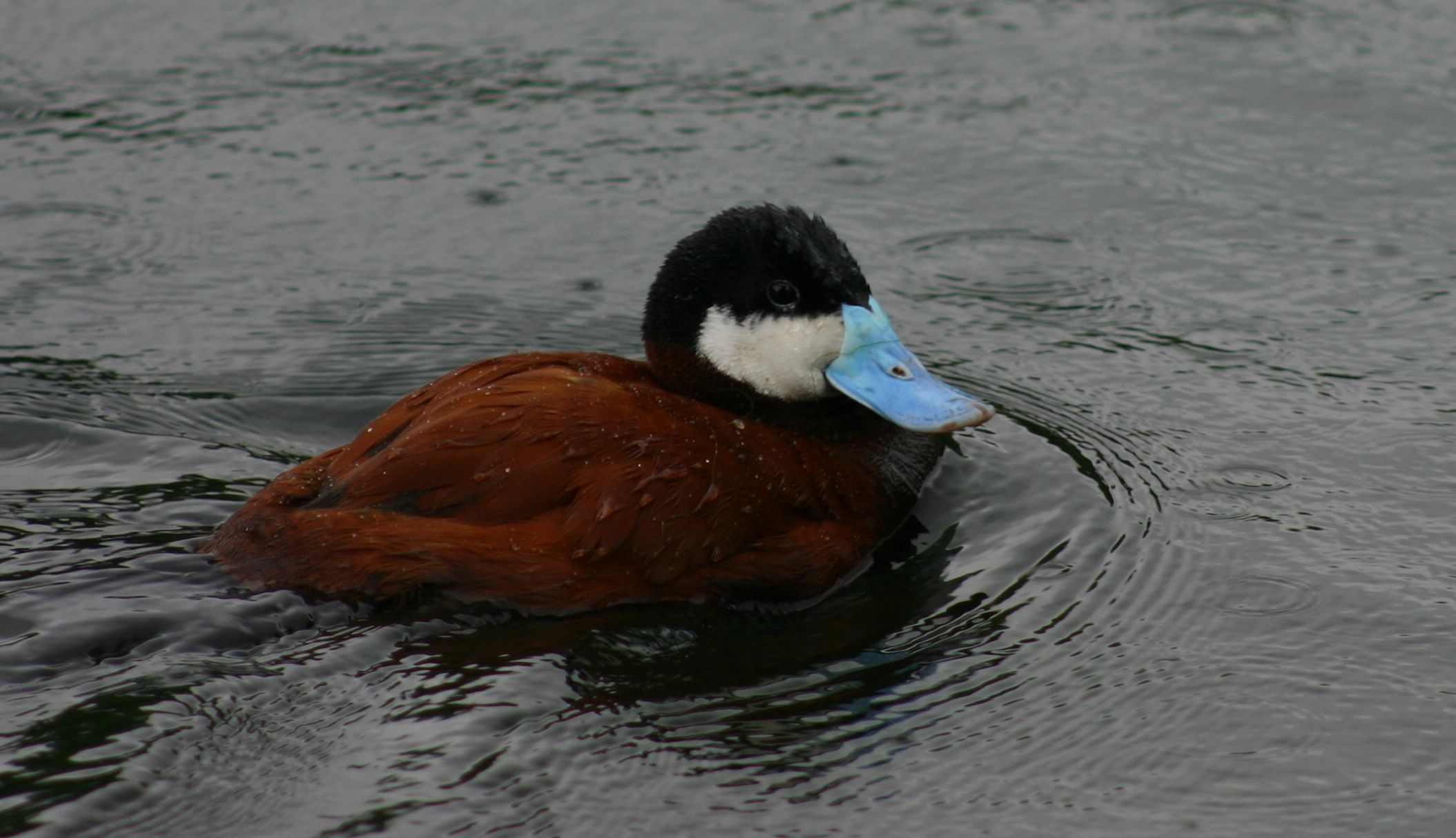
Halcsontfarkú réce

| Rend                 | Rend latin neve       | Család                   | Család latin neve   | Faj                     | Faj latin neve                                         | Jellemzés                                                                            |
| -------------------- | --------------------- | ------------------------ | ------------------- | ----------------------- | ------------------------------------------------------ | ------------------------------------------------------------------------------------ |
| Búváralakúak         | (Gaviiformes)         | búvárfélék               | (Gaviidae)          | északi búvár            | (Gavia stellata)                                       | átvonuló, telelő                                                                     |
| Búváralakúak         | (Gaviiformes)         | búvárfélék               | (Gaviidae)          | sarki búvár             | (Gavia arctica)                                        | ritka, alkalmi vendég                                                                |
| Búváralakúak         | (Gaviiformes)         | búvárfélék               | (Gaviidae)          | jeges búvár             | (Gavia immer)                                          | ritka, alkalmi vendég                                                                |
| Búváralakúak         | (Gaviiformes)         | búvárfélék               | (Gaviidae)          | fehércsőrű búvár        | (Gavia adamsii)                                        | ritka, alkalmi vendég                                                                |
| vöcsökalakúak        | (Podicipediformes)    | vöcsökfélék              | (Podicipedidae)     | kis vöcsök              | (Tachybaptus ruficollis)                               | alkalmi fészkelő                                                                     |
| vöcsökalakúak        | (Podicipediformes)    | vöcsökfélék              | (Podicipedidae)     | búbos vöcsök            | (Podiceps cristatus)                                   | állandó                                                                              |
| vöcsökalakúak        | (Podicipediformes)    | vöcsökfélék              | (Podicipedidae)     | vörösnyakú vöcsök       | (Podiceps grisegena)                                   | rendszeres fészkelő                                                                  |
| vöcsökalakúak        | (Podicipediformes)    | vöcsökfélék              | (Podicipedidae)     | füles vöcsök            | (Podiceps auritus)                                     | ritka, alkalmi vendég                                                                |
| vöcsökalakúak        | (Podicipediformes)    | vöcsökfélék              | (Podicipedidae)     | feketenyakú vöcsök      | (Podiceps nigricollis)                                 | rendszeres fészkelő                                                                  |
| gödényalakúak        | (Pelecaniformes)      | kárókatonafélék          | (Phalacrocoracidae) | nagy kárókatona         | (Phalacrocorax carbo)                                  | állandó                                                                              |
| gödényalakúak        | (Pelecaniformes)      | kárókatonafélék          | (Phalacrocoracidae) | kis kárókatona          | (Phalacrocorax pygmeus)                                | ritka, alkalmi vendég                                                                |
| gödényalakúak        | (Pelecaniformes)      | gödényfélék              | Pelecanidae)        | rózsás gödény           | (Pelecanus onocrotalus)                                | ritka alkalmi vendég                                                                 |
| gödényalakúak        | (Pelecaniformes)      | gödényfélék              | Pelecanidae)        | borzas gödény           | (Pelecanus crispus)                                    | ritka, alkalmi vendég                                                                |
| gólyaalakúak         | (Ciconiiformes)       | gémfélék                 | (Ardeidae)          | bölömbika               | (Botaurus stellaris)                                   | rendszeres fészkelő                                                                  |
| gólyaalakúak         | (Ciconiiformes)       | gémfélék                 | (Ardeidae)          | törpegém                | (Ixobrychus minutus)                                   | rendszeres fészkelő                                                                  |
| gólyaalakúak         | (Ciconiiformes)       | gémfélék                 | (Ardeidae)          | bakcsó                  | (Nycticorax nycticorax)                                | rendszeres fészkelő                                                                  |
| gólyaalakúak         | (Ciconiiformes)       | gémfélék                 | (Ardeidae)          | üstökösgém              | (Ardeola ralloides)                                    | rendszeres fészkelő                                                                  |
| gólyaalakúak         | (Ciconiiformes)       | gémfélék                 | (Ardeidae)          | pásztorgém              | (Bubulcus ibis)                                        | ritka, alkalmi vendég                                                                |
| gólyaalakúak         | (Ciconiiformes)       | gémfélék                 | (Ardeidae)          | zátonykócsag            | (Egretta gularis)                                      | ritka, alkalmi vendég                                                                |
| gólyaalakúak         | (Ciconiiformes)       | gémfélék                 | (Ardeidae)          | kis kócsag              | (Egretta garzetta)                                     | rendszeres fészkelő                                                                  |
| gólyaalakúak         | (Ciconiiformes)       | gémfélék                 | (Ardeidae)          | nagy kócsag             | (Egretta alba)                                         | alkalmi fészkelő                                                                     |
| gólyaalakúak         | (Ciconiiformes)       | gémfélék                 | (Ardeidae)          | szürke gém              | (Ardea cinerea)                                        | alkalmi fészkelő                                                                     |
| gólyaalakúak         | (Ciconiiformes)       | gémfélék                 | (Ardeidae)          | vörös gém               | (Ardea purpurea)                                       | rendszeres fészkelő                                                                  |
| gólyaalakúak         | (Ciconiiformes)       | Gólyafélék               | (Ciconiidae)        | fekete gólya            | (Ciconia nigra)                                        | rendszeres fészkelő                                                                  |
| gólyaalakúak         | (Ciconiiformes)       | Gólyafélék               | (Ciconiidae)        | fehér gólya             | (Ciconia ciconia)                                      | rendszeres fészkelő                                                                  |
| gólyaalakúak         | (Ciconiiformes)       | Gólyafélék               | (Ciconiidae)        | afrikai marabu          | (Leptotilos crumeniferus)                              | valószínüleg szökevény                                                               |
| gólyaalakúak         | (Ciconiiformes)       | Íbiszfélék               | (Threskiornithidae) | batla                   | (Plegadis falcinellus)                                 | alkalmi fészkelő                                                                     |
| gólyaalakúak         | (Ciconiiformes)       | Íbiszfélék               | (Threskiornithidae) | kanalasgém              | (Platalea leucorodia)                                  | rendszeres fészkelő                                                                  |
| flamingóalakúak      | (Phoenicopteriformes) | flamingófélék            | (Phoenicopteridae)  | rózsás flamingó         | (Phoenicopterus ruber)                                 | ritka, alkalmi vendég                                                                |
| lúdalakúak           | (Anseriformes)        | récefélék                | (Anatidae)          | bütykös hattyú          | (Cygnus olor)                                          | rendszeres fészkelő                                                                  |
| lúdalakúak           | (Anseriformes)        | récefélék                | (Anatidae)          | kis hattyú              | (Cygnus columbianus)                                   | ritka, alkalmi vendég                                                                |
| lúdalakúak           | (Anseriformes)        | récefélék                | (Anatidae)          | énekes hattyú           | (Cygnus cygnus)                                        | alkalmi fészkelő, telelő                                                             |
| lúdalakúak           | (Anseriformes)        | récefélék                | (Anatidae)          | vetési lúd              | (Anser fabalis)                                        | alkalmi, telelő                                                                      |
| lúdalakúak           | (Anseriformes)        | récefélék                | (Anatidae)          | rövidcsőrű lúd          | (Anser brachyrhynchus)                                 | ritka, alkalmi vendég                                                                |
| lúdalakúak           | (Anseriformes)        | récefélék                | (Anatidae)          | nagy lilik              | (Anser albifrons)                                      | átvonoló, telelő                                                                     |
| lúdalakúak           | (Anseriformes)        | récefélék                | (Anatidae)          | kis lilik               | (Anser erythropus)                                     | átvonuló, telelő                                                                     |
| lúdalakúak           | (Anseriformes)        | récefélék                | (Anatidae)          | nyári lúd               | (Anser anser)                                          | állandó                                                                              |
| lúdalakúak           | (Anseriformes)        | récefélék                | (Anatidae)          | sarki lúd               | (Anser caerulescens)                                   | igen ritka vendég                                                                    |
| lúdalakúak           | (Anseriformes)        | récefélék                | (Anatidae)          | indiai lúd              | (Anser indicus)                                        | valószínűleg szökevény                                                               |
| lúdalakúak           | (Anseriformes)        | récefélék                | (Anatidae)          | apácalúd                | (Branta leucopsis)                                     | ritka, alkalmi vendég                                                                |
| lúdalakúak           | (Anseriformes)        | récefélék                | (Anatidae)          | örvös lúd               | (Branta bernicla)                                      | ritka, alkalmi vendég                                                                |
| lúdalakúak           | (Anseriformes)        | récefélék                | (Anatidae)          | vörösnyakú lúd          | (Branta ruficollis)                                    | ritka, alkalmi vendég                                                                |
| lúdalakúak           | (Anseriformes)        | récefélék                | (Anatidae)          | kanadai lúd             | (Branta canadensis)                                    | valószínűleg szökevény                                                               |
| lúdalakúak           | (Anseriformes)        | récefélék                | (Anatidae)          | nílusi lúd              | (Alopochen aegyptiaca)                                 | valószínűleg szökevény                                                               |
| lúdalakúak           | (Anseriformes)        | récefélék                | (Anatidae)          | sujtásos fütyülőlúd     | (Dendrocygna bicolor)                                  | ritka vendég, kétségbe vonható, hogy vadpopulációból származik az egyetlen észlelés. |
| lúdalakúak           | (Anseriformes)        | récefélék                | (Anatidae)          | vörös ásólúd            | (Tadorna ferruginea)                                   | ritka, alkalmi vendég                                                                |
| lúdalakúak           | (Anseriformes)        | récefélék                | (Anatidae)          | bütykös ásólúd          | (Tadorna tadorna)                                      | alkalmi átvonuló, telelő                                                             |
| lúdalakúak           | (Anseriformes)        | récefélék                | (Anatidae)          | fütyülő réce            | (Anas penelope)                                        | átvonuló, telelő                                                                     |
| lúdalakúak           | (Anseriformes)        | récefélék                | (Anatidae)          | kendermagos réce        | (Anas strepera)                                        | rendszeres fészkelő, átvonuló                                                        |
| lúdalakúak           | (Anseriformes)        | récefélék                | (Anatidae)          | csörgő réce             | (Anas crecca)                                          | rendszeres fészkelő, alkalmi áttelelő                                                |
| lúdalakúak           | (Anseriformes)        | récefélék                | (Anatidae)          | tőkés réce              | (Anas platyrhynchos)                                   | állandó, áttelelelő                                                                  |
| lúdalakúak           | (Anseriformes)        | récefélék                | (Anatidae)          | nyílfarkú réce          | (Anas acuta)                                           | rendszeres fészkelő, átvonuló                                                        |
| lúdalakúak           | (Anseriformes)        | récefélék                | (Anatidae)          | böjti réce              | (Anas querquedula)                                     | rendszeres fészkelő, átvonuló                                                        |
| lúdalakúak           | (Anseriformes)        | récefélék                | (Anatidae)          | kanalas réce            | (Anas clypeata)                                        | rendszeres fészkelő, átvonuló                                                        |
| lúdalakúak           | (Anseriformes)        | récefélék                | (Anatidae)          | márványos réce          | (Marmaronetta angustirostris)                          | ritka, alkalmi vendég                                                                |
| lúdalakúak           | (Anseriformes)        | récefélék                | (Anatidae)          | üstökösréce             | (Netta rufina)                                         | rendszeres fészkelő, átvonuló                                                        |
| lúdalakúak           | (Anseriformes)        | récefélék                | (Anatidae)          | barátréce               | (Aythya ferina)                                        | állandó                                                                              |
| lúdalakúak           | (Anseriformes)        | récefélék                | (Anatidae)          | cigányréce              | (Aythya nyroca)                                        | rendszeres fészkelő                                                                  |
| lúdalakúak           | (Anseriformes)        | récefélék                | (Anatidae)          | kontyos réce            | (Aythya fuligula)                                      | fészkelő, átvonuló és telelő                                                         |
| lúdalakúak           | (Anseriformes)        | récefélék                | (Anatidae)          | hegyi réce              | (Aythya marila)                                        | átvonuló, telelő                                                                     |
| lúdalakúak           | (Anseriformes)        | récefélék                | (Anatidae)          | pehelyréce              | (Somateria mollissima)                                 | ritka, alkalmi vendég                                                                |
| lúdalakúak           | (Anseriformes)        | récefélék                | (Anatidae)          | cifra pehelyréce        | (Somateria spectabilis)                                | ritka, alkalmi vendég                                                                |
| lúdalakúak           | (Anseriformes)        | récefélék                | (Anatidae)          | Steller-pehelyréce      | (Polysticta stelleri)                                  | ritka, alkalmi vendég                                                                |
| lúdalakúak           | (Anseriformes)        | récefélék                | (Anatidae)          | jegesréce               | (Clangula hyemalis)                                    | átvonuló, telelő                                                                     |
| lúdalakúak           | (Anseriformes)        | récefélék                | (Anatidae)          | fekete réce             | (Melanitta nigra)                                      | átvonuló, telelő                                                                     |
| lúdalakúak           | (Anseriformes)        | récefélék                | (Anatidae)          | füstös réce             | (Melanitta fusca)                                      | átvonuló, telelő                                                                     |
| lúdalakúak           | (Anseriformes)        | récefélék                | (Anatidae)          | kerceréce               | (Bucephala clangula)                                   | átvonuló, telelő                                                                     |
| lúdalakúak           | (Anseriformes)        | récefélék                | (Anatidae)          | kis bukó                | (Mergellus albellus)                                   | átvonuló, telelő                                                                     |
| lúdalakúak           | (Anseriformes)        | récefélék                | (Anatidae)          | örvös bukó              | (Mergus serrator)                                      | átvonuló, telelő                                                                     |
| lúdalakúak           | (Anseriformes)        | récefélék                | (Anatidae)          | nagy bukó               | (Mergus merganser)                                     | alkalmi fészkelő, átvonuló és telelő                                                 |
| lúdalakúak           | (Anseriformes)        | récefélék                | (Anatidae)          | kékcsőrű réce           | (Oxyura leucocephala)                                  | ritka, alkalmi vendég                                                                |
| sólyomalakúak        | (Falconiformes)       | vágómadárfélék           | (Accipitridae)      | darázsölyv              | (Pernis apivorus)                                      | rendszeres fészkelő                                                                  |
| sólyomalakúak        | (Falconiformes)       | vágómadárfélék           | (Accipitridae)      | barna kánya             | (Milvus migrans)                                       | rendszeres fészkelő                                                                  |
| sólyomalakúak        | (Falconiformes)       | vágómadárfélék           | (Accipitridae)      | vörös kánya             | (Milvus milvus)                                        | alkalmi fészkelő                                                                     |
| sólyomalakúak        | (Falconiformes)       | vágómadárfélék           | (Accipitridae)      | rétisas                 | (Haliaeetus albicilla)                                 | állandó                                                                              |
| sólyomalakúak        | (Falconiformes)       | vágómadárfélék           | (Accipitridae)      | dögkeselyű              | (Neophron percnopterus)                                | ritka, alkalmi vendég                                                                |
| sólyomalakúak        | (Falconiformes)       | vágómadárfélék           | (Accipitridae)      | fakó keselyű            | (Gyps fulvus)                                          | ritka, alkalmi vendég                                                                |
| sólyomalakúak        | (Falconiformes)       | vágómadárfélék           | (Accipitridae)      | kígyászölyv             | (Circaetus gallicus)                                   | rendszeres fészkelő                                                                  |
| sólyomalakúak        | (Falconiformes)       | vágómadárfélék           | (Accipitridae)      | barna rétihéja          | (Circus aeruginosus)                                   | rendszeres fészkelő                                                                  |
| sólyomalakúak        | (Falconiformes)       | vágómadárfélék           | (Accipitridae)      | kékes rétihéja          | (Circus cyaneus)                                       | átvonuló, telelő                                                                     |
| sólyomalakúak        | (Falconiformes)       | vágómadárfélék           | (Accipitridae)      | fakó rétihéja           | (Circus macrourus)                                     | átvonuló                                                                             |
| sólyomalakúak        | (Falconiformes)       | vágómadárfélék           | (Accipitridae)      | hamvas rétihéja         | (Circus pygargus)                                      | rendszeres fészkelő                                                                  |
| sólyomalakúak        | (Falconiformes)       | vágómadárfélék           | (Accipitridae)      | héja                    | (Accipiter gentilis)                                   | állandó                                                                              |
| sólyomalakúak        | (Falconiformes)       | vágómadárfélék           | (Accipitridae)      | karvaly                 | (Accipiter nisus)                                      | állandó                                                                              |
| sólyomalakúak        | (Falconiformes)       | vágómadárfélék           | (Accipitridae)      | kis héja                | (Accipiter brevipes)                                   | alkalmi fészkelő                                                                     |
| sólyomalakúak        | (Falconiformes)       | vágómadárfélék           | (Accipitridae)      | egerészölyv             | (Buteo buteo)                                          | állandó                                                                              |
| sólyomalakúak        | (Falconiformes)       | vágómadárfélék           | (Accipitridae)      | pusztai ölyv            | (Buteo rufinus)                                        | alkalmi fészkelő, átonuló                                                            |
| sólyomalakúak        | (Falconiformes)       | vágómadárfélék           | (Accipitridae)      | gatyás ölyv             | (Buteo lagopus)                                        | átvonuló, telelő                                                                     |
| sólyomalakúak        | (Falconiformes)       | vágómadárfélék           | (Accipitridae)      | békászó sas             | (Aquila pomarina)                                      | rendszeres fészkelő                                                                  |
| sólyomalakúak        | (Falconiformes)       | vágómadárfélék           | (Accipitridae)      | fekete sas              | (Aquila clanga)                                        | ritka, alkalmi vendég                                                                |
| sólyomalakúak        | (Falconiformes)       | vágómadárfélék           | (Accipitridae)      | pusztai sas             | (Aquila nipalensis)                                    | ritka, alkalmi vendég                                                                |
| sólyomalakúak        | (Falconiformes)       | vágómadárfélék           | (Accipitridae)      | parlagi sas             | (Aquila heliaca)                                       | állandó                                                                              |
| sólyomalakúak        | (Falconiformes)       | vágómadárfélék           | (Accipitridae)      | szirti sas              | (Aquila chrysaetos)                                    | alkalmi fészkelő, telelő                                                             |
| sólyomalakúak        | (Falconiformes)       | vágómadárfélék           | (Accipitridae)      | törpesas                | (Hieraaetus pennatus)                                  | rendszeres fészkelő                                                                  |
| sólyomalakúak        | (Falconiformes)       | vágómadárfélék           | (Accipitridae)      | feketeszárnyú kuhi      | (Elanus caeruleus)                                     | igen ritka vendég                                                                    |
| sólyomalakúak        | (Falconiformes)       | halászsasfélék           | (Pandionidae)       | halászsas               | (Pandion haliaetus)                                    | átvonuló                                                                             |
| sólyomalakúak        | (Falconiformes)       | sólyomfélék              | (Falconidae)        | fehérkarmú vércse       | (Falco naumanni)                                       | átvonuló                                                                             |
| sólyomalakúak        | (Falconiformes)       | sólyomfélék              | (Falconidae)        | vörös vércse            | (Falco tinnunculus)                                    | állandó                                                                              |
| sólyomalakúak        | (Falconiformes)       | sólyomfélék              | (Falconidae)        | kék vércse              | (Falco vespertinus )                                   | rendszeres fészkelő                                                                  |
| sólyomalakúak        | (Falconiformes)       | sólyomfélék              | (Falconidae)        | amuri vércse            | (Falco amurensis)                                      | igen ritka vendég                                                                    |
| sólyomalakúak        | (Falconiformes)       | sólyomfélék              | (Falconidae)        | kis sólyom              | (Falco columbarius)                                    | telelő                                                                               |
| sólyomalakúak        | (Falconiformes)       | sólyomfélék              | (Falconidae)        | kabasólyom              | (Falco subbuteo)                                       | rendszeres fészkelő                                                                  |
| sólyomalakúak        | (Falconiformes)       | sólyomfélék              | (Falconidae)        | eleonóra-sólyom         | (Falco eleonorae)                                      | ritka, alkalmi vendég                                                                |
| sólyomalakúak        | (Falconiformes)       | sólyomfélék              | (Falconidae)        | kerecsensólyom          | (Falco cherrug)                                        | állandó                                                                              |
| sólyomalakúak        | (Falconiformes)       | sólyomfélék              | (Falconidae)        | vándorsólyom            | (Falco peregrinus)                                     | rendszeres fészkelő, átvonuló telelő                                                 |
| tyúkalakúak          | (Galliformes)         | fácánfélék               | (Phasianidae)       | fogoly                  | (Perdix perdix)                                        | állandó                                                                              |
| tyúkalakúak          | (Galliformes)         | fácánfélék               | (Phasianidae)       | fürj                    | (Coturnix coturnix)                                    | rendszeres fészkelő                                                                  |
| tyúkalakúak          | (Galliformes)         | fácánfélék               | (Phasianidae)       | császármadár            | (Bonasa bonasia)                                       | állandó                                                                              |
| tyúkalakúak          | (Galliformes)         | fácánfélék               | (Phasianidae)       | siketfajd               | (Tetrao urogallus)                                     | ritka, alkalmi vendég                                                                |
| tyúkalakúak          | (Galliformes)         | fácánfélék               | (Phasianidae)       | fácán                   | (Phasianus colchicus)                                  | állandó                                                                              |
| darualakúak          | (Gruiformes)          | guvatfélék               | (Rallidae)          | guvat                   | (Rallus aquaticus)                                     | állandó                                                                              |
| darualakúak          | (Gruiformes)          | guvatfélék               | (Rallidae)          | pettyes vízicsibe       | (Porzana porzana)                                      | rendszeres fészkelő                                                                  |
| darualakúak          | (Gruiformes)          | guvatfélék               | (Rallidae)          | kis vízicsibe           | (Porzana parva)                                        | rendszeres fészkelő                                                                  |
| darualakúak          | (Gruiformes)          | guvatfélék               | (Rallidae)          | törpevízicsibe          | (Porzana pusilla)                                      | rendszeres fészkelő                                                                  |
| darualakúak          | (Gruiformes)          | guvatfélék               | (Rallidae)          | haris                   | (Crex crex)                                            | rendszeres fészkelő                                                                  |
| darualakúak          | (Gruiformes)          | guvatfélék               | (Rallidae)          | vízityúk                | (Gallinula chloropus)                                  | rendszeres fészkelő                                                                  |
| darualakúak          | (Gruiformes)          | guvatfélék               | (Rallidae)          | kék fú                  | (Porphyrio porphyrio)                                  | ritka, alkalmi vendég                                                                |
| darualakúak          | (Gruiformes)          | guvatfélék               | (Rallidae)          | szárcsa                 | (Fulica atra)                                          | állandó                                                                              |
| darualakúak          | (Gruiformes)          | darufélék                | (Gruidae)           | daru                    | (Grus grus)                                            | állandó                                                                              |
| darualakúak          | (Gruiformes)          | darufélék                | (Gruidae)           | pártásdaru              | (Anthropoides virgo)                                   | ritka, alkalmi vendég                                                                |
| darualakúak          | (Gruiformes)          | túzokfélék               | (Otididae)          | reznek                  | (Tetrax tetrax)                                        | ritka, alkalmi vendég                                                                |
| darualakúak          | (Gruiformes)          | túzokfélék               | (Otididae)          | túzok                   | (Otis tarda)                                           | állandó                                                                              |
| lilealakúak          | (Charadriiformes)     | csigaforgatófélék        | (Haematopodidae)    | csigaforgató            | (Haematopus ostralegus)                                | átvonuló                                                                             |
| lilealakúak          | (Charadriiformes)     | gulipánfélék             | (Recurvirostridae)  | gólyatöcs               | (Himantopus himantopus)                                | rendszeres fészkelő                                                                  |
| lilealakúak          | (Charadriiformes)     | gulipánfélék             | (Recurvirostridae)  | gulipán                 | (Recurvirostra avosetta)                               | rendszeres fészkelő                                                                  |
| lilealakúak          | (Charadriiformes)     | ugartyúkfélék            | (Burhinidae)        | ugartyúk                | (Burhinus oedicnemus)                                  | rendszeres fészkelő                                                                  |
| lilealakúak          | (Charadriiformes)     | székicsérfélék           | (Glareolidae)       | székicsér               | (Glareola pratincola)                                  | rendszeres fészkelő                                                                  |
| lilealakúak          | (Charadriiformes)     | székicsérfélék           | (Glareolidae)       | feketeszárnyú székicsér | (Glareola nordmanni)                                   | alkalmi fészkelő, ritka, alkalmi vendég                                              |
| lilealakúak          | (Charadriiformes)     | lilefélék                | (Charadriidae)      | kis lile                | (Charadrius dubius)                                    | rendszeres fészkelő                                                                  |
| lilealakúak          | (Charadriiformes)     | lilefélék                | (Charadriidae)      | parti lile              | (Charadrius hiaticula)                                 | átvonuló                                                                             |
| lilealakúak          | (Charadriiformes)     | lilefélék                | (Charadriidae)      | ékfarkú lile            | (Charadrius vociferus)                                 | ritka, alkalmi vendég                                                                |
| lilealakúak          | (Charadriiformes)     | lilefélék                | (Charadriidae)      | széki lile              | (Charadrius alexandrinus)                              | rendszeres fészkelő                                                                  |
| lilealakúak          | (Charadriiformes)     | lilefélék                | (Charadriidae)      | sivatagi lile           | (Charadrius leschenaultii)                             | ritka, alkalmi vendég                                                                |
| lilealakúak          | (Charadriiformes)     | lilefélék                | (Charadriidae)      | havasi lile             | (Charadrius morinellus)                                | átvonuló                                                                             |
| lilealakúak          | (Charadriiformes)     | lilefélék                | (Charadriidae)      | ázsiai pettyeslile      | (Pluvialis fulva)                                      | ritka, alkalmi vendég                                                                |
| lilealakúak          | (Charadriiformes)     | lilefélék                | (Charadriidae)      | amerikai pettyeslile    | (Pluvialis dominicus )                                 | ritka, alkalmi vendég                                                                |
| lilealakúak          | (Charadriiformes)     | lilefélék                | (Charadriidae)      | aranylile               | (Pluvialis apricaria)                                  | átvonuló                                                                             |
| lilealakúak          | (Charadriiformes)     | lilefélék                | (Charadriidae)      | ezüstlile               | (Pluvialis squatarola)                                 | átvonuló                                                                             |
| lilealakúak          | (Charadriiformes)     | lilefélék                | (Charadriidae)      | tüskés bíbic            | (Hoplopterus spinosus)                                 | ritka, alkalmi vendég                                                                |
| lilealakúak          | (Charadriiformes)     | lilefélék                | (Charadriidae)      | lilebíbic               | (Chettusia gregaria)                                   | ritka, alkalmi vendég                                                                |
| lilealakúak          | (Charadriiformes)     | lilefélék                | (Charadriidae)      | fehérfarkú lilebíbic    | (Chettusia leucura)                                    | ritka, alkalmi vendég                                                                |
| lilealakúak          | (Charadriiformes)     | lilefélék                | (Charadriidae)      | bíbic                   | (Vanellus vanellus)                                    | rendszeres fészkelő                                                                  |
| lilealakúak          | (Charadriiformes)     | szalonkafélék            | (Scolopacidae)      | sarki partfutó          | (Calidris canutus)                                     | átvonuló                                                                             |
| lilealakúak          | (Charadriiformes)     | szalonkafélék            | (Scolopacidae)      | fenyérfutó              | (Ereunetes alba vagy Calidris albus)                   | átvonuló                                                                             |
| lilealakúak          | (Charadriiformes)     | szalonkafélék            | (Scolopacidae)      | kis partfutó            | (Ereunetes pusillus vagy Calidris pusilla)             | ritka, alkalmi vendég                                                                |
| lilealakúak          | (Charadriiformes)     | szalonkafélék            | (Scolopacidae)      | apró partfutó           | (Ereunetes minutus vagy Calidris minuta)               | átvonuló                                                                             |
| lilealakúak          | (Charadriiformes)     | szalonkafélék            | (Scolopacidae)      | Temminck-partfutó       | (Ereunetes temminckii vagy Calidris temminckii)        | átvonuló                                                                             |
| lilealakúak          | (Charadriiformes)     | szalonkafélék            | (Scolopacidae)      | Bonaparte-partfutó      | (Ereunetes fuscicollis vagy Calidris fuscicollis)      | ritka, alkalmi vendég                                                                |
| lilealakúak          | (Charadriiformes)     | szalonkafélék            | (Scolopacidae)      | Baird-partfutó          | (Ereunetes bairdii vagy Calidris bairdii)              | ritka, alkalmi vendég                                                                |
| lilealakúak          | (Charadriiformes)     | szalonkafélék            | (Scolopacidae)      | vándorpartfutó          | (Ereunetes melanotos vagy Calidris melanotos)          | ritka, alkalmi vendég                                                                |
| lilealakúak          | (Charadriiformes)     | szalonkafélék            | (Scolopacidae)      | sarlós partfutó         | (Ereunetes ferrugineus vagy Calidris ferruginea)       | átvonuló                                                                             |
| lilealakúak          | (Charadriiformes)     | szalonkafélék            | (Scolopacidae)      | havasi partfutó         | (Ereunetes alpina vagy Calidris alpina)                | átvonuló; ritka, alkalmi vendég                                                      |
| lilealakúak          | (Charadriiformes)     | szalonkafélék            | (Scolopacidae)      | töcspartfutó            | (Ereunetes himantopus vagy Micropalama himantopus)     | ritka, alkalmi vendég                                                                |
| lilealakúak          | (Charadriiformes)     | szalonkafélék            | (Scolopacidae)      | cankópartfutó           | (Ereunetes subruficollis vagy Tryngites subruficollis) | ritka, alkalmi vendég                                                                |
| lilealakúak          | (Charadriiformes)     | szalonkafélék            | (Scolopacidae)      | sárjáró                 | (Limicola falcinellus)                                 | átvonuló                                                                             |
| lilealakúak          | (Charadriiformes)     | szalonkafélék            | (Scolopacidae)      | pajzsos cankó           | (Philomachus pugnax)                                   | alkalmi fészkelő, átvonuló                                                           |
| lilealakúak          | (Charadriiformes)     | szalonkafélék            | (Scolopacidae)      | kis sárszalonka         | (Lymnocryptes minimus)                                 | átvonuló                                                                             |
| lilealakúak          | (Charadriiformes)     | szalonkafélék            | (Scolopacidae)      | sárszalonka             | (Gallinago gallinago)                                  | alkalmi fészkelő, átvonuló                                                           |
| lilealakúak          | (Charadriiformes)     | szalonkafélék            | (Scolopacidae)      | nagy sárszalonka        | (Gallinago media)                                      | átvonuló                                                                             |
| lilealakúak          | (Charadriiformes)     | szalonkafélék            | (Scolopacidae)      | hosszúcsőrű cankógoda   | (Limnodromus scolopaceus)                              | ritka, alkalmi vendég                                                                |
| lilealakúak          | (Charadriiformes)     | szalonkafélék            | (Scolopacidae)      | erdei szalonka          | (Scolopax rusticola)                                   | alkalmi fészkelő, átvonuló                                                           |
| lilealakúak          | (Charadriiformes)     | szalonkafélék            | (Scolopacidae)      | nagy goda               | (Limosa limosa)                                        | rendszeres fészkelő                                                                  |
| lilealakúak          | (Charadriiformes)     | szalonkafélék            | (Scolopacidae)      | kis goda                | (Limosa lapponica)                                     | átvonuló                                                                             |
| lilealakúak          | (Charadriiformes)     | szalonkafélék            | (Scolopacidae)      | kis póling              | (Numenius phaeopus)                                    | átvonuló                                                                             |
| lilealakúak          | (Charadriiformes)     | szalonkafélék            | (Scolopacidae)      | vékonycsőrű póling      | (Numenius tenuirostris)                                | ritka, alkalmi vendég                                                                |
| lilealakúak          | (Charadriiformes)     | szalonkafélék            | (Scolopacidae)      | nagy póling             | (Numenius arquata)                                     | alkalmi fészkelő, átvonuló                                                           |
| lilealakúak          | (Charadriiformes)     | szalonkafélék            | (Scolopacidae)      | füstös cankó            | (Tringa erythropus)                                    | átvonuló                                                                             |
| lilealakúak          | (Charadriiformes)     | szalonkafélék            | (Scolopacidae)      | piroslábú cankó         | (Tringa totanus)                                       | alkalmi fészkelő, átvonuló                                                           |
| lilealakúak          | (Charadriiformes)     | szalonkafélék            | (Scolopacidae)      | tavi cankó              | (Tringa stagnatilis)                                   | átvonuló                                                                             |
| lilealakúak          | (Charadriiformes)     | szalonkafélék            | (Scolopacidae)      | szürke cankó            | (Tringa nebularia)                                     | átvonuló                                                                             |
| lilealakúak          | (Charadriiformes)     | szalonkafélék            | (Scolopacidae)      | sárgalábú cankó         | (Tringa flavipes)                                      | ritka, alkalmi vendég                                                                |
| lilealakúak          | (Charadriiformes)     | szalonkafélék            | (Scolopacidae)      | erdei cankó             | (Tringa ochropus)                                      | átvonuló                                                                             |
| lilealakúak          | (Charadriiformes)     | szalonkafélék            | (Scolopacidae)      | réti cankó              | (Tringa glareola)                                      | átvonuló                                                                             |
| lilealakúak          | (Charadriiformes)     | szalonkafélék            | (Scolopacidae)      | terekcankó              | (Xenus cinereus)                                       | ritka, alkalmi vendég                                                                |
| lilealakúak          | (Charadriiformes)     | szalonkafélék            | (Scolopacidae)      | billegetőcankó          | (Actitis hypoleucos)                                   | alkalmi fészkelő, átvonuló                                                           |
| lilealakúak          | (Charadriiformes)     | szalonkafélék            | (Scolopacidae)      | kőforgató               | (Arenaria interpres)                                   | átvonuló                                                                             |
| lilealakúak          | (Charadriiformes)     | szalonkafélék            | (Scolopacidae)      | vékonycsőrű víztaposó   | (Phalaropus lobatus)                                   | átvonuló                                                                             |
| lilealakúak          | (Charadriiformes)     | szalonkafélék            | (Scolopacidae)      | Wilson-víztaposó        | (Phalaropus tricolor)                                  | ritka, alkalmi vendég                                                                |
| lilealakúak          | (Charadriiformes)     | szalonkafélék            | (Scolopacidae)      | laposcsőrű víztaposó    | (Phalaropus fulicarius)                                | ritka, alkalmi vendég                                                                |
| lilealakúak          | (Charadriiformes)     | halfarkasfélék           | (Stercorariidae)    | szélesfarkú halfarkas   | (Stercorarius pomarinus)                               | átvonuló                                                                             |
| lilealakúak          | (Charadriiformes)     | halfarkasfélék           | (Stercorariidae)    | ékfarkú halfarkas       | (Stercorarius parasiticus)                             | átvonuló                                                                             |
| lilealakúak          | (Charadriiformes)     | halfarkasfélék           | (Stercorariidae)    | nyílfarkú halfarkas     | (Stercorarius longicaudus)                             | átvonuló                                                                             |
| lilealakúak          | (Charadriiformes)     | halfarkasfélék           | (Stercorariidae)    | nagy halfarkas          | (Stercorarius skua)                                    | ritka, alkalmi vendég                                                                |
| lilealakúak          | (Charadriiformes)     | sirályfélék              | (Laridae)           | halászsirály            | (Larus ichthyaetus)                                    | átvonuló                                                                             |
| lilealakúak          | (Charadriiformes)     | sirályfélék              | (Laridae)           | szerecsensirály         | (Larus melanocephalus)                                 | rendszeres fészkelő                                                                  |
| lilealakúak          | (Charadriiformes)     | sirályfélék              | (Laridae)           | prérisirály             | (Larus pipixcan)                                       | ritka, alkalmi vendég                                                                |
| lilealakúak          | (Charadriiformes)     | sirályfélék              | (Laridae)           | kis sirály              | (Larus minutus)                                        | átvonuló                                                                             |
| lilealakúak          | (Charadriiformes)     | sirályfélék              | (Laridae)           | dankasirály             | (Larus ridibundus)                                     | állandó és átvonuló                                                                  |
| lilealakúak          | (Charadriiformes)     | sirályfélék              | (Laridae)           | vékonycsőrű sirály      | (Larus genei)                                          | ritka, alkalmi vendég                                                                |
| lilealakúak          | (Charadriiformes)     | sirályfélék              | (Laridae)           | gyűrűscsőrű sirály      | (Larus delawarensis)                                   | ritka, alkalmi vendég                                                                |
| lilealakúak          | (Charadriiformes)     | sirályfélék              | (Laridae)           | viharsirály             | (Larus canus)                                          | állandó és átvonuló                                                                  |
| lilealakúak          | (Charadriiformes)     | sirályfélék              | (Laridae)           | heringsirály            | (Larus fuscus)                                         | átvonuló                                                                             |
| lilealakúak          | (Charadriiformes)     | sirályfélék              | (Laridae)           | ezüstsirály             | (Larus argentatus)                                     | átvonuló, telelő                                                                     |
| lilealakúak          | (Charadriiformes)     | sirályfélék              | (Laridae)           | sárgalábú sirály        | (Larus cachinnans)                                     | állandó                                                                              |
| lilealakúak          | (Charadriiformes)     | sirályfélék              | (Laridae)           | jeges sirály            | (Larus hyperboreus)                                    | ritka, alkalmi                                                                       |
| lilealakúak          | (Charadriiformes)     | sirályfélék              | (Laridae)           | dolmányos sirály        | (Larus marinus)                                        | átvonuló, telelő                                                                     |
| lilealakúak          | (Charadriiformes)     | sirályfélék              | (Laridae)           | fecskesirály            | (Xema sabini)                                          | ritka, alkalmi vendég                                                                |
| lilealakúak          | (Charadriiformes)     | sirályfélék              | (Laridae)           | háromujjú csüllő        | (Rissa tridactyla)                                     | átvonuló, telelő                                                                     |
| lilealakúak          | (Charadriiformes)     | csérfélék                | (Sternidae)         | kacagócsér              | (Gelochelidon nilotica)                                | átvonuló                                                                             |
| lilealakúak          | (Charadriiformes)     | csérfélék                | (Sternidae)         | lócsér                  | (Sterna caspia)                                        | átvonuló                                                                             |
| lilealakúak          | (Charadriiformes)     | csérfélék                | (Sternidae)         | kenti csér              | (Sterna sandvicensis)                                  | ritka, alkalmi vendég                                                                |
| lilealakúak          | (Charadriiformes)     | csérfélék                | (Sternidae)         | küszvágó csér           | (Sterna hirundo)                                       | rendszeres fészkelő                                                                  |
| lilealakúak          | (Charadriiformes)     | csérfélék                | (Sternidae)         | sarki csér              | (Sterna paradisaea)                                    | ritka, alkalmi vendég                                                                |
| lilealakúak          | (Charadriiformes)     | csérfélék                | (Sternidae)         | kis csér                | (Sterna albifrons)                                     | alkalmi fészkelő, átvonuló                                                           |
| lilealakúak          | (Charadriiformes)     | csérfélék                | (Sternidae)         | fattyúszerkő            | (Chlidonias hybridus)                                  | rendszeres fészkelő                                                                  |
| lilealakúak          | (Charadriiformes)     | csérfélék                | (Sternidae)         | kormos szerkő           | (Chlidonias niger)                                     | rendszeres fészkelő                                                                  |
| lilealakúak          | (Charadriiformes)     | csérfélék                | (Sternidae)         | fehérszárnyú szerkő     | (Chlidonias leucopterus)                               | rendszeres fészkelő                                                                  |
| galambalakúak        | (Columbiformes)       | galambfélék              | (Columbidae)        | kék galamb              | (Columba oenas)                                        | állandó                                                                              |
| galambalakúak        | (Columbiformes)       | galambfélék              | (Columbidae)        | örvös galamb            | (Columba palumbus)                                     | rendszeres fészkelő                                                                  |
| galambalakúak        | (Columbiformes)       | galambfélék              | (Columbidae)        | balkáni gerle           | (Streptopelia decaocto)                                | állandó                                                                              |
| galambalakúak        | (Columbiformes)       | galambfélék              | (Columbidae)        | vadgerle                | (Streptopelia turtur)                                  | rendszeres fészkelő                                                                  |
| galambalakúak        | (Columbiformes)       | galambfélék              | (Columbidae)        | keleti gerle            | (Streptopelia orientalis)                              | ritka, alkalmi vendég                                                                |
| kakukkalakúak        | (Cuculiformes)        | kakukkfélék              | (Cuculidae)         | kakukk                  | (Cuculus canorus)                                      | rendszeres fészkelő                                                                  |
| kakukkalakúak        | (Cuculiformes)        | kakukkfélék              | (Cuculidae)         | pettyes kakukk          | (Clamator glandarius)                                  | ritka, alkalmi vendég                                                                |
| bagolyalakúak        | (Strigiformes)        | gyöngybagolyfélék        | (Tytonidae)         | gyöngybagoly            | (Tyto alba)                                            | állandó                                                                              |
| bagolyalakúak        | (Strigiformes)        | bagolyfélék              | (Strigidae)         | füleskuvik              | (Otus scops)                                           | rendszeres fészkelő                                                                  |
| bagolyalakúak        | (Strigiformes)        | bagolyfélék              | (Strigidae)         | uhu                     | (Bubo bubo)                                            | állandó                                                                              |
| bagolyalakúak        | (Strigiformes)        | bagolyfélék              | (Strigidae)         | karvalybagoly           | (Surnia ulula)                                         | ritka, alkalmi vendég                                                                |
| bagolyalakúak        | (Strigiformes)        | bagolyfélék              | (Strigidae)         | európai törpekuvik      | (Glaucidium passerinum)                                | ritka, alkalmi vendég                                                                |
| bagolyalakúak        | (Strigiformes)        | bagolyfélék              | (Strigidae)         | kuvik                   | (Athene noctua)                                        | állandó                                                                              |
| bagolyalakúak        | (Strigiformes)        | bagolyfélék              | (Strigidae)         | macskabagoly            | (Strix aluco)                                          | állandó                                                                              |
| bagolyalakúak        | (Strigiformes)        | bagolyfélék              | (Strigidae)         | uráli bagoly            | (Strix uralensis)                                      | állandó                                                                              |
| bagolyalakúak        | (Strigiformes)        | bagolyfélék              | (Strigidae)         | erdei fülesbagoly       | (Asio otus)                                            | állandó                                                                              |
| bagolyalakúak        | (Strigiformes)        | bagolyfélék              | (Strigidae)         | réti fülesbagoly        | (Asio flammeus)                                        | állandó                                                                              |
| bagolyalakúak        | (Strigiformes)        | bagolyfélék              | (Strigidae)         | gatyáskuvik             | (Aegolius funereus)                                    | ritka, alkalmi vendég                                                                |
| lappantyúalakúak     | (Caprimulgiformes)    | lappantyúfélék           | (Caprimulgidae)     | európai lappantyú       | (Caprimulgus europaeus)                                | rendszeres fészkelő                                                                  |
| sarlósfecske-alakúak | (Apodiformes)         | sarlósfecskefélék        | (Apodidae)          | havasi sarlósfecske     | (Tachymarptis melba)                                   | ritka, alkalmi vendég                                                                |
| sarlósfecske-alakúak | (Apodiformes)         | sarlósfecskefélék        | (Apodidae)          | sarlósfecske            | (Apus apus)                                            | rendszeres fészkelő                                                                  |
| sarlósfecske-alakúak | (Apodiformes)         | sarlósfecskefélék        | (Apodidae)          | halvány sarlósfecske    | (Apus pallidus)                                        | ritka, alkalmi vendég                                                                |
| szalakótaalakúak     | (Coraciiformes)       | jégmadárfélék            | (Alcedinidae)       | jégmadár                | (Alcedo atthis)                                        | állandó                                                                              |
| szalakótaalakúak     | (Coraciiformes)       | gyurgyalagfélék          | (Meropidae)         | gyurgyalag              | (Merops apiaster)                                      | rendszeres fészkelő                                                                  |
| szalakótaalakúak     | (Coraciiformes)       | szalakótafélék           | (Coraciidae)        | szalakóta               | (Coracias garrulus)                                    | rendszeres fészkelő                                                                  |
| szalakótaalakúak     | (Coraciiformes)       | Bankafélék               | (Upupidae)          | búbos banka             | (Upupa epops)                                          | rendszeres fészkelő                                                                  |
| harkályalakúak       | (Piciformes)          | harkályfélék             | (Picidae)           | nyaktekercs             | (Jynx torquilla)                                       | rendszeres fészkelő                                                                  |
| harkályalakúak       | (Piciformes)          | harkályfélék             | (Picidae)           | hamvas küllő            | (Picus canus)                                          | állandó                                                                              |
| harkályalakúak       | (Piciformes)          | harkályfélék             | (Picidae)           | zöld küllő              | (Picus viridis)                                        | állandó                                                                              |
| harkályalakúak       | (Piciformes)          | harkályfélék             | (Picidae)           | fekete harkály          | (Dryocopus martius)                                    | állandó                                                                              |
| harkályalakúak       | (Piciformes)          | harkályfélék             | (Picidae)           | nagy fakopáncs          | (Dendrocopos major)                                    | állandó                                                                              |
| harkályalakúak       | (Piciformes)          | harkályfélék             | (Picidae)           | balkáni fakopáncs       | (Dendrocopos syriacus)                                 | állandó                                                                              |
| harkályalakúak       | (Piciformes)          | harkályfélék             | (Picidae)           | közép fakopáncs         | (Dendrocopos medius)                                   | állandó                                                                              |
| harkályalakúak       | (Piciformes)          | harkályfélék             | (Picidae)           | fehérhátú fakopáncs     | (Dendrocopos leucotos)                                 | állandó                                                                              |
| harkályalakúak       | (Piciformes)          | harkályfélék             | (Picidae)           | kis fakopáncs           | (Dendrocopos minor)                                    | állandó                                                                              |
| verébalakúak         | (Passeriformes)       | pacsirtafélék            | (Alaudidae)         | kalandrapacsirta        | (Melanocorypha calandra)                               | ritka, alkalmi vendég                                                                |
| verébalakúak         | (Passeriformes)       | pacsirtafélék            | (Alaudidae)         | szikipacsirta           | (Calandrella brachydactyla)                            | rendszeres fészkelő                                                                  |
| verébalakúak         | (Passeriformes)       | pacsirtafélék            | (Alaudidae)         | búbospacsirta           | (Galerida cristata)                                    | állandó                                                                              |
| verébalakúak         | (Passeriformes)       | pacsirtafélék            | (Alaudidae)         | erdei pacsirta          | (Lullula arborea)                                      | rendszeres fészkelő                                                                  |
| verébalakúak         | (Passeriformes)       | pacsirtafélék            | (Alaudidae)         | mezei pacsirta          | (Alauda arvensis)                                      | rendszeres fészkelő                                                                  |
| verébalakúak         | (Passeriformes)       | pacsirtafélék            | (Alaudidae)         | havasi fülespacsirta    | (Eremophila alpestris)                                 | ritka, alkalmi vendég                                                                |
| verébalakúak         | (Passeriformes)       | fecskefélék              | (Hirundinidae)      | partifecske             | (Riparia riparia)                                      | rendszeres fészkelő                                                                  |
| verébalakúak         | (Passeriformes)       | fecskefélék              | (Hirundinidae)      | füsti fecske            | (Hirundo rustica)                                      | rendszeres fészkelő                                                                  |
| verébalakúak         | (Passeriformes)       | fecskefélék              | (Hirundinidae)      | vörhenyes fecske        | (Hirundo daurica)                                      | ritka, alkalmi vendég                                                                |
| verébalakúak         | (Passeriformes)       | fecskefélék              | (Hirundinidae)      | molnárfecske            | (Delichon urbica)                                      | rendszeres fészkelő                                                                  |
| verébalakúak         | (Passeriformes)       | billegetőfélék           | (Motacillidae)      | sarkantyús pityer       | (Anthus richardi)                                      | ritka, alkalmi vendég                                                                |
| verébalakúak         | (Passeriformes)       | billegetőfélék           | (Motacillidae)      | parlagi pityer          | (Anthus campestris)                                    | rendszeres fészkelő                                                                  |
| verébalakúak         | (Passeriformes)       | billegetőfélék           | (Motacillidae)      | erdei pityer            | (Anthus trivialis)                                     | rendszeres fészkelő                                                                  |
| verébalakúak         | (Passeriformes)       | billegetőfélék           | (Motacillidae)      | réti pityer             | (Anthus pratensis)                                     | átvonuló, telelő                                                                     |
| verébalakúak         | (Passeriformes)       | billegetőfélék           | (Motacillidae)      | rozsdástorkú pityer     | (Anthus cervinus)                                      | átvonuló                                                                             |
| verébalakúak         | (Passeriformes)       | billegetőfélék           | (Motacillidae)      | havasi pityer           | (Anthus spinoletta)                                    | átvonuló, telelő                                                                     |
| verébalakúak         | (Passeriformes)       | billegetőfélék           | (Motacillidae)      | sárga billegető         | (Motacilla flava)                                      | rendszeres fészkelő                                                                  |
| verébalakúak         | (Passeriformes)       | billegetőfélék           | (Motacillidae)      | citrombillegető         | (Motacilla citreola)                                   | ritka, alkalmi vendég                                                                |
| verébalakúak         | (Passeriformes)       | billegetőfélék           | (Motacillidae)      | hegyi billegető         | (Motacilla cinerea)                                    | rendszeres fészkelő                                                                  |
| verébalakúak         | (Passeriformes)       | billegetőfélék           | (Motacillidae)      | barázdabillegető        | (Motacilla alba)                                       | rendszeres fészkelő                                                                  |
| verébalakúak         | (Passeriformes)       | csonttollúfélék          | ((Bombycillidae)    | csonttollú              | (Bombycilla garrulus)                                  | telelő                                                                               |
| verébalakúak         | (Passeriformes)       | vízirigófélék            | (Cinclidae)         | vízirigó                | (Cinclus cinclus)                                      | rendszeres fészkelő                                                                  |
| verébalakúak         | (Passeriformes)       | ökörszemfélék            | (Troglodytidae)     | ökörszem                | (Troglodytes troglodytes)                              | állandó                                                                              |
| verébalakúak         | (Passeriformes)       | szürkebegyfélék          | (Prunellidae)       | erdei szürkebegy        | (Prunella modularis)                                   | rendszeres fészkelő, átvonuló                                                        |
| verébalakúak         | (Passeriformes)       | szürkebegyfélék          | (Prunellidae)       | havasi szürkebegy       | (Prunella collaris)                                    | telelő                                                                               |
| verébalakúak         | (Passeriformes)       | szürkebegyfélék          | (Prunellidae)       | hegyi szürkebegy        | (Prunella montanella)                                  | ritka, alkalmi vendég                                                                |
| verébalakúak         | (Passeriformes)       | légykapófélék            | (Muscicapidae)      | vörösbegy               | (Erithacus rubecula)                                   | rendszeres fészkelő, átvonuló                                                        |
| verébalakúak         | (Passeriformes)       | légykapófélék            | (Muscicapidae)      | nagy fülemüle           | (Luscinia luscinia)                                    | rendszeres fészkelő                                                                  |
| verébalakúak         | (Passeriformes)       | légykapófélék            | (Muscicapidae)      | fülemüle                | (Luscinia megarhynchos)                                | rendszeres fészkelő                                                                  |
| verébalakúak         | (Passeriformes)       | légykapófélék            | (Muscicapidae)      | kékbegy                 | (Luscinia svecica)                                     | rendszeres fészkelő                                                                  |
| verébalakúak         | (Passeriformes)       | légykapófélék            | (Muscicapidae)      | házi rozsdafarkú        | (Phoenicurus ochruros)                                 | alkalmi fészkelő                                                                     |
| verébalakúak         | (Passeriformes)       | légykapófélék            | (Muscicapidae)      | kerti rozsdafarkú       | (Phoenicurus phoenicurus)                              | rendszeres fészkelő                                                                  |
| verébalakúak         | (Passeriformes)       | légykapófélék            | (Muscicapidae)      | cigánycsuk              | (Saxicola torquata)                                    | rendszeres fészkelő                                                                  |
| verébalakúak         | (Passeriformes)       | légykapófélék            | (Muscicapidae)      | rozsdás csuk            | (Saxicola rubetra)                                     | rendszeres fészkelő                                                                  |
| verébalakúak         | (Passeriformes)       | légykapófélék            | (Muscicapidae)      | pusztai hantmadár       | (Oenanthe isabellina)                                  | ritka, alkalmi vendég                                                                |
| verébalakúak         | (Passeriformes)       | légykapófélék            | (Muscicapidae)      | hantmadár               | (Oenanthe oenanthe)                                    | rendszeres fészkelő                                                                  |
| verébalakúak         | (Passeriformes)       | légykapófélék            | (Muscicapidae)      | apácahantmadár          | (Oenanthe pleschanka)                                  | ritka, alkalmi vendég                                                                |
| verébalakúak         | (Passeriformes)       | légykapófélék            | (Muscicapidae)      | déli hantmadár          | (Oenanthe hispanica)                                   | ritka, alkalmi vendég                                                                |
| verébalakúak         | (Passeriformes)       | légykapófélék            | (Muscicapidae)      | sivatagi hantmadár      | (Oenanthe deserti)                                     | ritka, alkalmi vendég                                                                |
| verébalakúak         | (Passeriformes)       | légykapófélék            | (Muscicapidae)      | szürke légykapó         | (Muscicapa striata)                                    | rendszeres fészkelő                                                                  |
| verébalakúak         | (Passeriformes)       | légykapófélék            | (Muscicapidae)      | kis légykapó            | (Ficedula parva)                                       | rendszeres fészkelő                                                                  |
| verébalakúak         | (Passeriformes)       | légykapófélék            | (Muscicapidae)      | örvös légykapó          | (Ficedula albicollis)                                  | rendszeres fészkelő                                                                  |
| verébalakúak         | (Passeriformes)       | légykapófélék            | (Muscicapidae)      | kormos légykapó         | (Ficedula hypoleuca)                                   | alkalmi fészkelő                                                                     |
| verébalakúak         | (Passeriformes)       | rigófélék                | (Turdidae)          | kövirigó                | (Monticola saxatilis)                                  | rendszeres fészkelő                                                                  |
| verébalakúak         | (Passeriformes)       | rigófélék                | (Turdidae)          | kék kövirigó            | (Monticola solitarius)                                 | ritka, alkalmi vendég                                                                |
| verébalakúak         | (Passeriformes)       | rigófélék                | (Turdidae)          | örvös rigó              | (Turdus torquatus)                                     | alkalmi fészkelő                                                                     |
| verébalakúak         | (Passeriformes)       | rigófélék                | (Turdidae)          | fekete rigó             | (Turdus merula)                                        | alkalmi fészkelő                                                                     |
| verébalakúak         | (Passeriformes)       | rigófélék                | (Turdidae)          | fenyőrigó               | (Turdus pilaris)                                       | állandó, átvonuló, telelő                                                            |
| verébalakúak         | (Passeriformes)       | rigófélék                | (Turdidae)          | énekes rigó             | (Turdus philomelos)                                    | rendszeres fészkelő                                                                  |
| verébalakúak         | (Passeriformes)       | rigófélék                | (Turdidae)          | szőlőrigó               | (Turdus iliacus)                                       | alkalmi fészkelő                                                                     |
| verébalakúak         | (Passeriformes)       | rigófélék                | (Turdidae)          | léprigó                 | (Turdus viscivorus)                                    | állandó                                                                              |
| verébalakúak         | (Passeriformes)       | óvilági poszátafélék     | (Sylviidae)         | berki poszáta           | (Cettia cetti)                                         | ritka, alkalmi fészkelő                                                              |
| verébalakúak         | (Passeriformes)       | óvilági poszátafélék     | (Sylviidae)         | réti tücsökmadár        | (Locustella naevia)                                    | rendszeres fészkelő                                                                  |
| verébalakúak         | (Passeriformes)       | óvilági poszátafélék     | (Sylviidae)         | berki tücsökmadár       | (Locustella fluviatilis)                               | rendszeres fészkelő                                                                  |
| verébalakúak         | (Passeriformes)       | óvilági poszátafélék     | (Sylviidae)         | nádi tücsökmadár        | (Locustella luscinioides)                              | rendszeres fészkelő                                                                  |
| verébalakúak         | (Passeriformes)       | óvilági poszátafélék     | (Sylviidae)         | fülemülesitke           | (Acrocephalus melanopogon)                             | rendszeres fészkelő                                                                  |
| verébalakúak         | (Passeriformes)       | óvilági poszátafélék     | (Sylviidae)         | csíkosfejű nádiposzáta  | (Acrocephalus paludicola)                              | rendszeres fészkelő                                                                  |
| verébalakúak         | (Passeriformes)       | óvilági poszátafélék     | (Sylviidae)         | foltos nádiposzáta      | (Acrocephalus schoenobaenus)                           | rendszeres fészkelő                                                                  |
| verébalakúak         | (Passeriformes)       | óvilági poszátafélék     | (Sylviidae)         | rozsdás nádiposzáta     | (Acrocephalus agricola)                                | ritka, alkalmi vendég                                                                |
| verébalakúak         | (Passeriformes)       | óvilági poszátafélék     | (Sylviidae)         | énekes nádiposzáta      | (Acrocephalus palustris)                               | rendszeres fészkelő                                                                  |
| verébalakúak         | (Passeriformes)       | óvilági poszátafélék     | (Sylviidae)         | cserregő nádiposzáta    | (Acrocephalus scirpaceus)                              | rendszeres fészkelő                                                                  |
| verébalakúak         | (Passeriformes)       | óvilági poszátafélék     | (Sylviidae)         | nádirigó                | (Acrocephalus arundinaceus)                            | rendszeres fészkelő                                                                  |
| verébalakúak         | (Passeriformes)       | óvilági poszátafélék     | (Sylviidae)         | halvány geze            | (Hippolais pallida)                                    | rendszeres fészkelő                                                                  |
| verébalakúak         | (Passeriformes)       | óvilági poszátafélék     | (Sylviidae)         | kerti geze              | (Hippolais icterina)                                   | rendszeres fészkelő                                                                  |
| verébalakúak         | (Passeriformes)       | óvilági poszátafélék     | (Sylviidae)         | bajszos poszáta         | (Sylvia cantillans)                                    | ritka, alkalmi vendég                                                                |
| verébalakúak         | (Passeriformes)       | óvilági poszátafélék     | (Sylviidae)         | kucsmás poszáta         | (Sylvia melanocephala)                                 | ritka, alkalmi vendég                                                                |
| verébalakúak         | (Passeriformes)       | óvilági poszátafélék     | (Sylviidae)         | karvalyposzáta          | (Sylvia nisoria)                                       | rendszeres fészkelő                                                                  |
| verébalakúak         | (Passeriformes)       | óvilági poszátafélék     | (Sylviidae)         | kis poszáta             | (Sylvia curruca)                                       | rendszeres fészkelő                                                                  |
| verébalakúak         | (Passeriformes)       | óvilági poszátafélék     | (Sylviidae)         | mezei poszáta           | (Sylvia communis)                                      | rendszeres fészkelő                                                                  |
| verébalakúak         | (Passeriformes)       | óvilági poszátafélék     | (Sylviidae)         | kerti poszáta           | (Sylvia borin)                                         | rendszeres fészkelő                                                                  |
| verébalakúak         | (Passeriformes)       | óvilági poszátafélék     | (Sylviidae)         | barátposzáta            | (Sylvia atricapilla)                                   | rendszeres fészkelő                                                                  |
| verébalakúak         | (Passeriformes)       | óvilági poszátafélék     | (Sylviidae)         | tamariszkuszposzáta     | (Sylvia mystacea)                                      | ritka, alkalmi vendég                                                                |
| verébalakúak         | (Passeriformes)       | óvilági poszátafélék     | (Sylviidae)         | királyfüzike            | (Phylloscopus proregulus)                              | ritka, alkalmi vendég                                                                |
| verébalakúak         | (Passeriformes)       | óvilági poszátafélék     | (Sylviidae)         | vándorfüzike            | (Phylloscopus inornatus)                               | ritka, alkalmi vendég                                                                |
| verébalakúak         | (Passeriformes)       | óvilági poszátafélék     | (Sylviidae)         | vastagcsőrű füzike      | (Phylloscopus schwarzi)                                | ritka, alkalmi vendég                                                                |
| verébalakúak         | (Passeriformes)       | óvilági poszátafélék     | (Sylviidae)         | barna füzike            | (Phylloscopus fuscatus)                                | ritka, alkalmi vendég                                                                |
| verébalakúak         | (Passeriformes)       | óvilági poszátafélék     | (Sylviidae)         | csilpcsalpfüzike        | (Phylloscopus collybita)                               | rendszeres fészkelő                                                                  |
| verébalakúak         | (Passeriformes)       | óvilági poszátafélék     | (Sylviidae)         | Bonelli-füzike          | (Phylloscopus bonelli)                                 | ritka, alkalmi vendég                                                                |
| verébalakúak         | (Passeriformes)       | óvilági poszátafélék     | (Sylviidae)         | sisegő füzike           | (Phylloscopus sibilatrix)                              | rendszeres fészkelő                                                                  |
| verébalakúak         | (Passeriformes)       | óvilági poszátafélék     | (Sylviidae)         | fitiszfüzike            | (Phylloscopus trochilus)                               | rendszeres fészkelő                                                                  |
| verébalakúak         | (Passeriformes)       | szuharbújófélék          | (Cisticolidae)      | szuharbújó              | (Cisticola juncidis)                                   | ritka, alkalmi vendég                                                                |
| verébalakúak         | (Passeriformes)       | királykafélék            | (Regulidae)         | sárgafejű királyka      | (Regulus regulus)                                      | rendszeres fészkelő, átvonuló, telelő                                                |
| verébalakúak         | (Passeriformes)       | királykafélék            | (Regulidae)         | tüzesfejű királyka      | (Regulus ignicapillus)                                 | rendszeres fészkelő, átvonuló                                                        |
| verébalakúak         | (Passeriformes)       | papagájcsőrűcinege-félék | (Paradoxornithidae) | barkóscinege            | (Panurus biarmicus)                                    | rendszeres fészkelő                                                                  |
| verébalakúak         | (Passeriformes)       | őszapófélék              | (Aegithalidae)      | őszapó                  | (Aegithalos caudatus)                                  | állandó                                                                              |
| verébalakúak         | (Passeriformes)       | cinegefélék              | (Paridae)           | barátcinege             | (Parus palustris)                                      | állandó                                                                              |
| verébalakúak         | (Passeriformes)       | cinegefélék              | (Paridae)           | kormosfejű cinege       | (Parus montanus)                                       | állandó                                                                              |
| verébalakúak         | (Passeriformes)       | cinegefélék              | (Paridae)           | búbos cinege            | (Parus cristatus)                                      | állandó                                                                              |
| verébalakúak         | (Passeriformes)       | cinegefélék              | (Paridae)           | fenyvescinege           | (Parus ater)                                           | állandó                                                                              |
| verébalakúak         | (Passeriformes)       | cinegefélék              | (Paridae)           | kék cinege              | (Parus caeruleus)                                      | állandó                                                                              |
| verébalakúak         | (Passeriformes)       | cinegefélék              | (Paridae)           | széncinege              | (Parus major)                                          | állandó                                                                              |
| verébalakúak         | (Passeriformes)       | csuszkafélék             | (Sittidae)          | csuszka                 | (Sitta europaea)                                       | állandó                                                                              |
| verébalakúak         | (Passeriformes)       | csuszkafélék             | (Sittidae)          | hajnalmadár             | (Tichodroma muraria)                                   | átvonuló, telelő                                                                     |
| verébalakúak         | (Passeriformes)       | fakuszfélék              | (Certhiidae)        | hegyi fakusz            | (Certhia familiaris)                                   | állandó                                                                              |
| verébalakúak         | (Passeriformes)       | fakuszfélék              | (Certhiidae)        | rövidkarmú fakusz       | (Certhia brachydactyla)                                | állandó                                                                              |
| verébalakúak         | (Passeriformes)       | függőcinege-félék        | (Remizidae)         | függőcinege             | (Remiz pendulinus)                                     | állandó                                                                              |
| verébalakúak         | (Passeriformes)       | sárgarigófélék           | (Oriolidae)         | sárgarigó               | (Oriolus oriolus)                                      | rendszeres fészkelő                                                                  |
| verébalakúak         | (Passeriformes)       | gébicsfélék              | (Laniidae)          | tövisszúró gébics       | (Lanius collurio)                                      | rendszeres fészkelő                                                                  |
| verébalakúak         | (Passeriformes)       | gébicsfélék              | (Laniidae)          | kis őrgébics            | (Lanius minor)                                         | rendszeres fészkelő                                                                  |
| verébalakúak         | (Passeriformes)       | gébicsfélék              | (Laniidae)          | nagy őrgébics           | (Lanius excubitor)                                     | telelő                                                                               |
| verébalakúak         | (Passeriformes)       | gébicsfélék              | (Laniidae)          | vörösfejű gébics        | (Lanius senator)                                       | ritka, alkalmi vendég                                                                |
| verébalakúak         | (Passeriformes)       | varjúfélék               | (Corvidae)          | szajkó                  | (Garrulus glandarius)                                  | állandó                                                                              |
| verébalakúak         | (Passeriformes)       | varjúfélék               | (Corvidae)          | szarka                  | (Pica pica)                                            | állandó                                                                              |
| verébalakúak         | (Passeriformes)       | varjúfélék               | (Corvidae)          | fenyőszajkó             | (Nucifraga caryocatactes)                              | átvonuló telelő                                                                      |
| verébalakúak         | (Passeriformes)       | varjúfélék               | (Corvidae)          | havasi csóka            | (Pyrrhocorax graculus)                                 | ritka, alkalmi vendég                                                                |
| verébalakúak         | (Passeriformes)       | varjúfélék               | (Corvidae)          | havasi varjú            | (Pyrrhocorax pyrrhocorax)                              | ritka, alkalmi vendég                                                                |
| verébalakúak         | (Passeriformes)       | varjúfélék               | (Corvidae)          | csóka                   | (Corvus monedula)                                      | rendszeres fészkelő                                                                  |
| verébalakúak         | (Passeriformes)       | varjúfélék               | (Corvidae)          | vetési varjú            | (Corvus frugilegus)                                    | állandó, átvonuló, telelő                                                            |
| verébalakúak         | (Passeriformes)       | varjúfélék               | (Corvidae)          | kormos varjú            | (Corvus corone)                                        | alkalmi fészkelő                                                                     |
| verébalakúak         | (Passeriformes)       | varjúfélék               | (Corvidae)          | dolmányos varjú         | (Corvus cornix)                                        | állandó fészkelő                                                                     |
| verébalakúak         | (Passeriformes)       | varjúfélék               | (Corvidae)          | holló                   | (Corvus corax)                                         | állandó                                                                              |
| verébalakúak         | (Passeriformes)       | seregélyfélék            | (Sturnidae)         | seregély                | (Sturnus vulgaris)                                     | rendszeres fészkelő, átvonuló                                                        |
| verébalakúak         | (Passeriformes)       | seregélyfélék            | (Sturnidae)         | pásztormadár            | (Sturnus roseus)                                       | alkalmi fészkelő, átvonuló                                                           |
| verébalakúak         | (Passeriformes)       | verébfélék               | (Passeridae)        | házi veréb              | (Passer domesticus)                                    | állandó                                                                              |
| verébalakúak         | (Passeriformes)       | verébfélék               | (Passeridae)        | mezei veréb             | (Passer montanus)                                      | állandó                                                                              |
| verébalakúak         | (Passeriformes)       | verébfélék               | (Passeridae)        | havasi pinty            | (Montifringilla nivalis)                               | ritka, alkalmi vendég                                                                |
| verébalakúak         | (Passeriformes)       | pintyfélék               | (Fringillidae)      | csicsörke               | (Serinus serinus)                                      | rendszeres fészkelő                                                                  |
| verébalakúak         | (Passeriformes)       | pintyfélék               | (Fringillidae)      | fenyőpinty              | (Fringilla montifringilla)                             | átvonuló telelő                                                                      |
| verébalakúak         | (Passeriformes)       | pintyfélék               | (Fringillidae)      | erdei pinty             | (Fringilla coelebs)                                    | állandó                                                                              |
| verébalakúak         | (Passeriformes)       | pintyfélék               | (Fringillidae)      | csíz                    | (Carduelis spinus)                                     | állandó, átvonuló, telelő                                                            |
| verébalakúak         | (Passeriformes)       | pintyfélék               | (Fringillidae)      | tengelic                | (Carduelis carduelis)                                  | állandó                                                                              |
| verébalakúak         | (Passeriformes)       | pintyfélék               | (Fringillidae)      | zöldike                 | (Carduelis chloris)                                    | állandó                                                                              |
| verébalakúak         | (Passeriformes)       | pintyfélék               | (Fringillidae)      | kenderike               | (Carduelis cannabina)                                  | állandó                                                                              |
| verébalakúak         | (Passeriformes)       | pintyfélék               | (Fringillidae)      | sárgacsőrű kenderike    | (Carduelis flavirostris)                               | telelő                                                                               |
| verébalakúak         | (Passeriformes)       | pintyfélék               | (Fringillidae)      | zsezse                  | (Carduelis flammea)                                    | telelő                                                                               |
| verébalakúak         | (Passeriformes)       | pintyfélék               | (Fringillidae)      | szürke zsezse           | (Carduelis hornemanni)                                 | ritka, alkalmi vendég                                                                |
| verébalakúak         | (Passeriformes)       | pintyfélék               | (Fringillidae)      | szalagos keresztcsőrű   | (Loxia leucoptera)                                     | ritka, alkalmi vendég                                                                |
| verébalakúak         | (Passeriformes)       | pintyfélék               | (Fringillidae)      | keresztcsőrű            | (Loxia curvirostra)                                    | állandó, átvonuló, telelő                                                            |
| verébalakúak         | (Passeriformes)       | pintyfélék               | (Fringillidae)      | karmazsinpirók          | (Carpodacus erythrinus)                                | ritka, alkalmi vendég                                                                |
| verébalakúak         | (Passeriformes)       | pintyfélék               | (Fringillidae)      | süvöltő                 | (Pyrrhula pyrrhula)                                    | állandó, telelő                                                                      |
| verébalakúak         | (Passeriformes)       | pintyfélék               | (Fringillidae)      | meggyvágó               | (Coccothraustes coccothraustes)                        | állandó                                                                              |
| verébalakúak         | (Passeriformes)       | sármányfélék             | (Emberizidae)       | sarkantyús sármány      | (Calcarius lapponicus)                                 | telelő                                                                               |
| verébalakúak         | (Passeriformes)       | sármányfélék             | (Emberizidae)       | hósármány               | (Plectrophenax nivalis)                                | telelő                                                                               |
| verébalakúak         | (Passeriformes)       | sármányfélék             | (Emberizidae)       | fenyősármány            | (Emberiza leucocephalos)                               | ritka, alkalmi vendég                                                                |
| verébalakúak         | (Passeriformes)       | sármányfélék             | (Emberizidae)       | citromsármány           | (Emberiza citrinella)                                  | állandó                                                                              |
| verébalakúak         | (Passeriformes)       | sármányfélék             | (Emberizidae)       | sövénysármány           | (Emberiza cirlus)                                      | alkalmi fészkelő                                                                     |
| verébalakúak         | (Passeriformes)       | sármányfélék             | (Emberizidae)       | bajszos sármány         | (Emberiza cia)                                         | állandó                                                                              |
| verébalakúak         | (Passeriformes)       | sármányfélék             | (Emberizidae)       | kerti sármány           | (Emberiza hortulana)                                   | alkalmi fészkelő                                                                     |
| verébalakúak         | (Passeriformes)       | sármányfélék             | (Emberizidae)       | törpesármány            | (Emberiza pusilla)                                     | ritka, alkalmi vendég                                                                |
| verébalakúak         | (Passeriformes)       | sármányfélék             | (Emberizidae)       | nádi sármány            | (Emberiza schoeniclus)                                 | állandó                                                                              |
| verébalakúak         | (Passeriformes)       | sármányfélék             | (Emberizidae)       | kucsmás sármány         | (Emberiza melanocephala)                               | ritka, alkalmi vendég                                                                |
| verébalakúak         | (Passeriformes)       | sármányfélék             | (Emberizidae)       | sordély                 | (Miliaria calandra)                                    | állandó                                                                              |

Az itt következő listában azok a fajok szerepelnek, amelyeknek legalább egy egyede 1950. január 1. előtt fordult elő Magyarország mai határain belül, vagy a faj legalább egy egyede olyan, önmagát fenntartani képes állományból jutott Magyarországra, mely emberi közvetítéssel alakult ki távol az eredeti, természetes elterjedési területétől (utóbbiak közé tartozik hazánk madárfajai közül a kanadai lúd, a halcsontfarkú réce és a fácán). Jelenleg a lista 20 fajt tartalmaz.
| Rend                | Rend latin neve    | Család           | Család latin neve | Faj                   | Faj latin neve          | Jellemzés                 |
| ------------------- | ------------------ | ---------------- | ----------------- | --------------------- | ----------------------- | ------------------------- |
| lúdalakúak          | (Anseriformes)     | récefélék        | (Anatidae)        | kanadai lúd           | (Branta canadensis)     | ritka, alkalmi vendég     |
| lúdalakúak          | (Anseriformes)     | récefélék        | (Anatidae)        | nílusi lúd            | (Alopochen aegyptiacus) | ritka, alkalmi vendég     |
| lúdalakúak          | (Anseriformes)     | récefélék        | (Anatidae)        | halcsontfarkú réce    | (Oxyura jamaicensis)    | ritka, alkalmi vendég     |
| lúdalakúak          | (Anseriformes)     | récefélék        | (Anatidae)        | kékszárnyú réce       | (Anas discors)          | ritka, alkalmi vendég     |
| lúdalakúak          | (Anseriformes)     | récefélék        | (Anatidae)        | búbos réce            | (Aythya affinis)        | ritka, alkalmi vendég     |
| lúdalakúak          | (Anseriformes)     | récefélék        | (Anatidae)        | örvös réce            | (Aythya collaris)       | ritka, alkalmi vendég     |
| sólyomalakúak       | (Falconiformes)    | vágómadárfélék   | (Accipitridae)    | barátkeselyű          | (Aegypius monachus)     | ritka, alkalmi vendég     |
| sólyomalakúak       | (Falconiformes)    | vágómadárfélék   | (Accipitridae)    | héjasas               | (Hieraaetus fasciatus)  | ritka, alkalmi vendég     |
| tyúkalakúak         | (Galliformes)      | fácánfélék       | (Phasianidae)     | nyírfajd              | (Tetrao tetrix)         | ritka, alkalmi vendég     |
| tyúkalakúak         | (Galliformes)      | fácánfélék       | (Phasianidae)     | fácán                 | (Phasianus colchicus)   | betelepítés után, állandó |
| lilealakúak         | (Charadriiformes)  | szalonkafélék    | (Scolopacidae)    | tengeri partfutó      | (Calidris maritima)     | ritka, alkalmi vendég     |
| lilealakúak         | (Charadriiformes)  | sirályfélék      | (Laridae)         | sarki sirály          | (Larus glaucoides)      | ritka, alkalmi vendég     |
| lilealakúak         | (Charadriiformes)  | alkafélék        | (Alcidae)         | alka                  | (Alca torda)            | ritka, alkalmi vendég     |
| lilealakúak         | (Charadriiformes)  | alkafélék        | (Alcidae)         | lunda                 | (Fratercula arctica)    | ritka, alkalmi vendég     |
| pusztaityúk-alakúak | (Pteroclidiformes) | pusztaityúkfélék | (Pteroclididae)   | barnahasú pusztaityúk | (Pterocles exustus)     | ritka, alkalmi vendég     |
| pusztaityúk-alakúak | (Pteroclidiformes) | pusztaityúkfélék | (Pteroclididae)   | talpastyúk            | (Syrrhaptes paradoxus)  | ritka, alkalmi vendég     |
| bagolyalakúak       | (Strigiformes)     | bagolyfélék      | (Strigidae)       | hóbagoly              | (Bubo scandiaca)        | ritka, alkalmi vendég     |
| verébalakúak        | (Passeriformes)    | rigófélék        | (Turdidae)        | Naumann-rigó          | (Turdus naumanni)       | ritka, alkalmi vendég     |
| verébalakúak        | (Passeriformes)    | pintyfélék       | (Fringillidae)    | rózsás pirók          | (Carpodacus roseus)     | ritka, alkalmi vendég     |
| verébalakúak        | (Passeriformes)    | pintyfélék       | (Fringillidae)    | nagy pirók            | (Pinicola enucleator)   | ritka, alkalmi vendég     |